# Partito Democratico (Stati Uniti d'America)
Il Partito Democratico (in inglese Democratic Party) è un partito politico liberale statunitense, nonché uno dei due principali partiti del sistema politico statunitense insieme al Partito Repubblicano. Nel contesto politico statunitense odierno è considerato come il partito di centro-sinistra e della sinistra liberale (pur con le sue fazioni interne più conservatrici di centro e centro-destra e più socialdemocratiche di sinistra) in contrapposizione al Partito Repubblicano, che è invece diventato il partito della destra conservatrice, un'unione del liberalismo con il conservatorismo sociale e il tradizionalismo.
Nel 119º Congresso (in carica nel 2025-2027), il Partito Democratico è in minoranza sia alla Camera dei rappresentanti (conquistata nel 2018 ma persa nel 2022), sia al Senato (conquistato nel 2020 ma perso nel 2024).
Fondato col nome moderno nel 1828 dai sostenitori di Andrew Jackson, il Partito Democratico è il più antico del mondo tra quelli attivi, originando dal Partito Democratico-Repubblicano fondato da Thomas Jefferson, James Madison e altri influenti anti-Federalisti nel 1792. Dopo la spaccatura dei Democratici-Repubblicani nel 1828 si è posizionato alla destra dei centristi Whig, partito predecessore del Partito Repubblicano, che si può considerare con termini odierni di sinistra per quanto riguarda la questione della schiavitù. Il Partito Democratico dominò la politica statunitense dagli anni 1830 fino agli anni 1860, quando prese il sopravvento il recente Partito Repubblicano, formato nel 1854 da ex esponenti dei Whig e del Suolo Libero nonché da militanti di preesistenti movimenti antischiavisti, per contrastare la temuta espansione a ovest del sistema schiavistico degli Stati meridionali, dominati dai Democratici.
L'elezione del Repubblicano Abraham Lincoln nel 1860 portò a una cruenta guerra civile tra i Democratici secessionisti schiavisti sudisti che formarono gli Stati Confederati d'America e i Repubblicani, che erano a favore dell'Unione. Ciò causò diversi dissidi interni al partito, con fazioni in favore dell'Unione e fazioni schiaviste intransigenti (già alle elezioni presidenziali del 1860 vinte da Lincoln i Democratici proposero due candidati, uno del nord e uno del sud). Il Democratico Andrew Johnson, favorevole all'Unione, fu scelto come vicepresidente da Lincoln per le elezioni presidenziali del 1864, con i due che si presentarono insieme come il Partito dell'Unione Nazionale così da favorire il consenso dei Democratici che non avrebbero votato per un duo Repubblicano, mentre i Democratici presentarono il generale filo-sudista George B. McClellan. Il Proclama di emancipazione abolì la schiavitù, ma Lincoln fu assassinato nel 1865 e Johnson prese il suo posto. Ciò causò tensioni con i Repubblicani, soprattutto alla fazione più radicale in fatto di diritti civili per gli ex schiavi afroamericani. Durante l'era della ricostruzione i Democratici cercarono di bloccare l'emancipazione civile e politica degli afroamericani, soprattutto nel Sud, riuscendoci nel 1877 come parte di un accordo bilaterale per eleggere il Repubblicano Rutherford B. Hayes alla carica di presidente a seguito delle controverse elezioni presidenziali del 1876. I Democratici presero di nuovo il controllo degli Stati del Sud, tenendo una politica segregazionista.
Nonostante la questione schiavista, il Partito Democratico proponeva certe politiche egualitarie, era a favore della democrazia e si proclamava partito della gente comune. Si spostò più a sinistra nelle questioni economiche dopo la vittoria dell'ala populista di William Jennings Bryan nel 1896 e con il New Deal («nuovo corso»), conservando tuttavia nelle proprie file fino agli anni 1980 molti Democratici conservatori e populisti degli Stati meridionali ancora favorevoli alla segregazione razziale. Il supporto dei sudisti favorevoli a politiche economiche di sinistra fu importante nell'attuazione del New Deal di Franklin Delano Roosevelt. La filosofia attivista a favore della classe lavoratrice di Roosevelt ha infatti rappresentato gran parte del programma del partito sin dal 1932. A partire dal 1948, con la desegregazione delle Forze armate statunitensi attuata dal presidente Harry S. Truman, i Democratici si sono spostati a sinistra anche sulle questioni sociali. L'azione a favore dei diritti civili della presidenza di Lyndon Johnson negli anni 1960 ruppe la fedeltà di partito dei Democratici del sud, ancora segregazionisti, che iniziarono ad abbandonare il partito per votare Repubblicano a livello nazionale a partire dalle elezioni presidenziali del 1968, continuando a votare Democratico per le elezioni locali fino agli anni 1980.
Dal 1972, con personalità quali George McGovern (che in quell'anno vinse le primarie), Edmund Muskie e Larry O'Brien, il partito si orientò su posizioni socialdemocratiche, ambientaliste e femministe, attraverso la promozione della controcultura, e al Free Speech Movement. Da allora il partito può essere definito di centrosinistra.
A partire dagli anni 1990 i Democratici hanno approvato il programma di Bill Clinton, la cosiddetta terza via; il movimento New Democrats, al quale apparteneva Clinton ha inoltre espresso come presidenti della repubblica successivamente Barack Obama e Joe Biden.
Sulle questioni di politica estera entrambi i partiti, Democratici e Repubblicani, hanno cambiato diverse volte le rispettive politiche. Inizialmente promotori del destino manifesto e dell'espansione a ovest, i Democratici sono diventati anti-imperialisti e isolazionisti sotto la presidenza di Grover Cleveland (liberista) e poi interventisti e internazionalisti a partire dalla presidenza di Thomas Woodrow Wilson (liberal-progressista). Durante la guerra fredda furono promotori dell'anticomunismo, ma avversari dell'ultraconservatore Repubblicano Joseph McCarthy. Molti attivisti Democratici si opposero alla guerra del Vietnam, alienati dal crescente militarismo e della nuova sinistra. Da allora il partito è diventato più pragmatico, aperto al multilateralismo; in tema di guerra, i Democratici approvarono l'interventismo in Jugoslavia negli anni 1990 e quello in Medio Oriente negli anni 2010, ma rigettarono in gran parte la guerra in Iraq a inizi anni 2000.

## Struttura
Come è tipico dei partiti politici degli Stati Uniti, il Partito Democratico non ha forme di iscrizione a livello nazionale e l'unica forma riconosciuta di adesione è quindi una dichiarazione di appartenenza (non vincolante) ai Democratici, ai Repubblicani oppure come indipendente all'atto della registrazione per il voto (che negli Stati Uniti avviene solo su richiesta). Tale dichiarazione in alcuni Stati federati è necessaria per la partecipazione alle primarie di partito (primarie chiuse).
A livello locale il Partito Democratico ha comunque partiti affiliati (uno per ogni Stato federato), ciascuno dei quali può prevedere forme di adesione di vario tipo, ma in generale l'appartenenza a un partito comporta obblighi meno stringenti rispetto ai partiti politici europei. L'unico organismo centrale al vertice del partito è il Comitato nazionale democratico, che non ha però il compito di fissazione del programma o di controllo dell'operato degli eletti, bensì quello di raccolta fondi e di coordinamento delle campagne elettorali nazionali e può appoggiare ufficialmente la campagna elettorale di un candidato, ma non ha la possibilità di selezionare le candidature.
Il suo simbolo informale è l'asinello con i colori statunitensi, la cui origine è da trovarsi in una vignetta satirica del 1837 che dipingeva Andrew Jackson come un Balaam moderno sul dorso di un'asinella, insinuandolo come sciocco e ignorante. In seguito rivendicarono con orgoglio questo simbolo, che rimase popolare per oltre un secolo.

## Organizzazione statale
Il partito presenta una organizzazione che prevede la propria presenza diretta in ognuno dei 50 Stati e dei Territori non incorporati tramite comitati, uffici e organizzazioni territoriali del Partito Democratico, ognuno guidato da un Presidente eletto dai funzionari statali e territoriali del partito, che possono essere eletti in elezioni interne. I funzionari e i comitati statali del partito organizzano convention, feste, iniziative sul territorio e supervisionano primarie ed elezioni locali per i propri candidati. La finanziazione diretta dei comitati statali del Partito Democratico è presente dal 2005, quando l'allora presidente del DNC Howard Dean ha avviato il progetto "50 States Strategy", che prevedeva il pagamento delle spese per tutte le attività dei comitati statali e del personale coinvolto.
I comitati statali si occupano di eleggere i delegati che prenderanno parte a tutte le iniziative nazionali del Partito Democratico, come le Convention Nazionali (convenzione generale del partito nazionale, che si svolge ogni 4 anni) o la presenza nel Comitato Nazionale. 
Il Partito Democratico ha inoltre una propria organizzazione, che è strutturata come i comitati statali, per gli iscritti residenti all'estero, i Democrats Abroad.

Logo del Partito Democratico della California

I comitati statali del Partito Democratico sono chiamati con il nome "Partito Democratico" seguito dal nome dello Stato o Territorio in cui è presente (es. Partito Democratico della California), eccezion fatta per 2 Stati in cui il partito statale ha un nome diverso dal Partito Democratico:

Logo del Partito Democratico-Contadino-Laburista del Minnesota (DFL)

- Logo del Partito Democratico-Contadino-Laburista del Minnesota (DFL)In Minnesota, il comitato statale del Partito Democratico è presente come Partito Democratico-Contadino-Laburista del Minnesota (DFL), nato nel 1944 in seguito alla fusione del Partito Democratico del Minnesota e il Partito Contadino-Laburista del Minnesota.

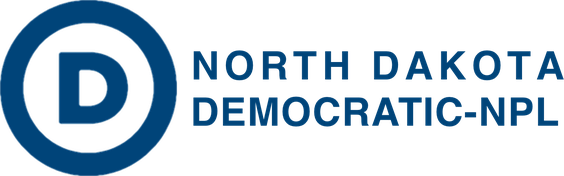
Logo del Partito Democratico-Lega Apartitica del Dakota del Nord (NPL)

- Logo del Partito Democratico-Lega Apartitica del Dakota del Nord (NPL)Nel Dakota del Nord, il comitato statale del Partito Democratico è presente come Partito Democratico-Lega Apartitica del Dakota del Nord (NPL), fondato nel 1956 dalla fusione del Partito Democratico del Dakota del Nord e della Lega Apartitica del Dakota del Nord.

I membri dei 2 partiti statali eletti a livello statale e federale sono catalogati con il nome del partito statale affiancato dal nome del Partito Democratico (D-DFL, D-NPL).

## Storia

### Origini

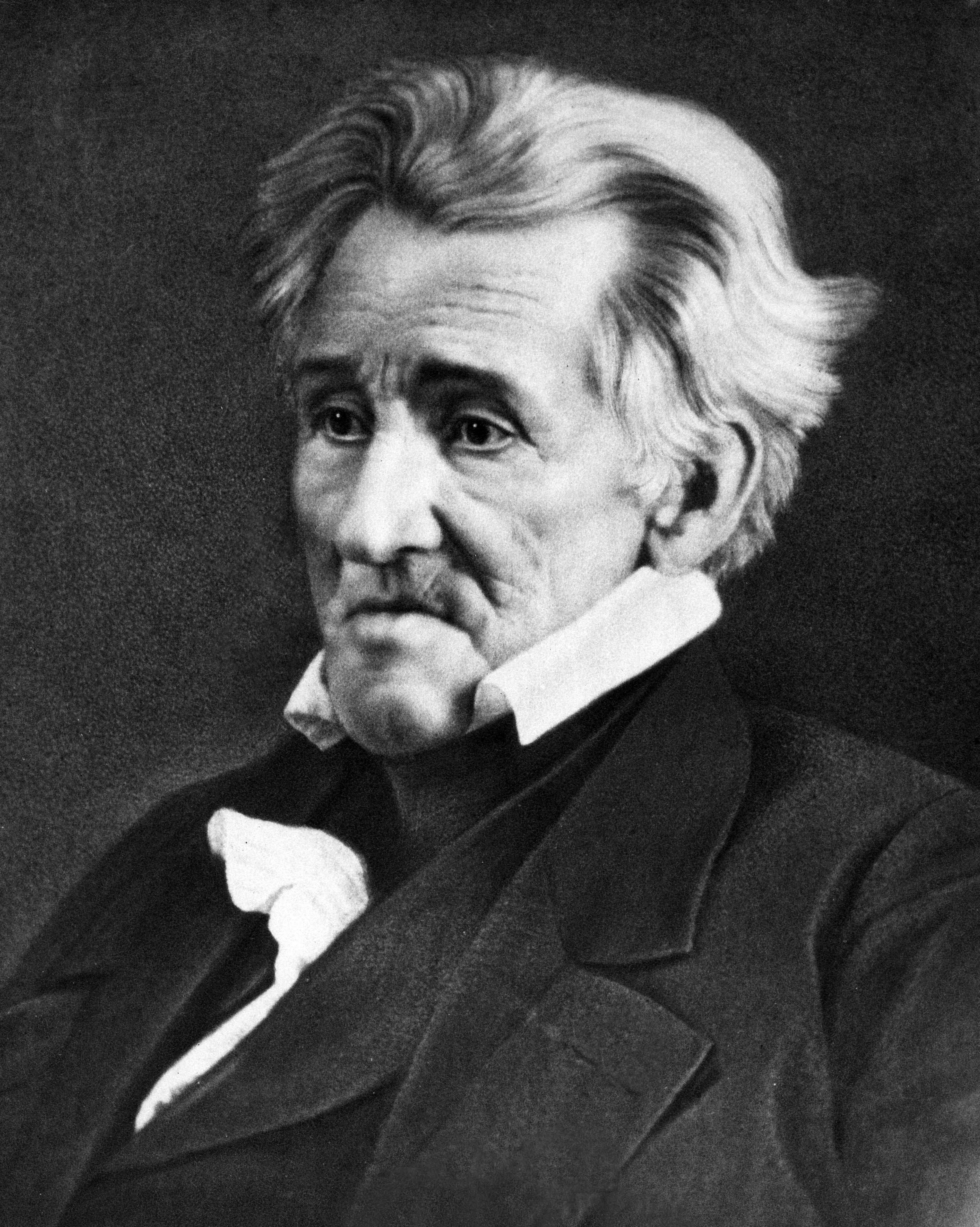
Andrew Jackson

Il Partito Democratico, il secondo più antico del mondo tra quelli attivi dopo il partito Conservatore britannico (Tory), ha origine dallo storico Partito Democratico-Repubblicano (inizialmente chiamato Partito Repubblicano essendo il termine «democratico» utilizzato principalmente dai suoi avversari per accusarlo di simpatie verso la Rivoluzione francese e preceduto dal Partito Anti-Amministrazione), fondato da Thomas Jefferson nel 1792. Questo partito propugnava una democrazia di piccoli proprietari terrieri indipendenti (soprattutto i nuovi pionieri dell'Ovest) e per questo avversava il potere centrale, visto come fautore degli interessi del capitale finanziario della Nuova Inghilterra, sostenuto dal Partito Federalista. Per questo il partito si fece sostenitore di una maggiore autonomia degli Stati federati rispetto alle decisioni di Washington e trovò sostegno anche presso i latifondisti schiavisti del sud.
Con la scomparsa del Partito Federalista negli anni successivi, il Partito Democratico-Repubblicano acquisì un vero monopolio sulla vita politica statunitense vincendo tutte le elezioni presidenziali dal 1800 al 1824 (rispettivamente con Thomas Jefferson, James Madison e James Monroe), tanto da dare vita a una sorta di regime monopartitico e per fare politica a livello nazionale era di fatto obbligatorio farne parte.
In breve tempo però comparve al suo interno una corrente erede dei Federalisti e degli interessi degli Stati del Nordest che finì col prendere il controllo del Partito Democratico-Repubblicano. La reazione degli Stati del sud e dell'ovest trovò il proprio capo partito in Andrew Jackson, che pose la propria candidatura autonoma alle elezioni presidenziali del 1828, causando la divisione del Partito Democratico-Repubblicano.
Da una parte vi furono i sostenitori di Jackson e dall'altra coloro che sostennero la candidatura di John Quincy Adams, subito indicati come Repubblicani Nazionali e che fondarono il Partito Repubblicano Nazionale, noto anche come il Partito Anti-Jacksoniano. Le elezioni furono comunque vinte da Jackson con il 56% dei voti contro il 43,6% a favore di Adams.

### Dalla nascita al contrasto nord-sud
Dopo la vittoria i sostenitori di Jackson (primo fra tutti Martin Van Buren) diedero vita al moderno Partito Democratico (che assunse ufficialmente tale nome nel 1844), mentre gli sconfitti formarono il Partito Repubblicano Nazionale. I Democratici continuavano a sostenere gli interessi sia dei coltivatori indipendenti e dei nuovi Stati dell'Ovest, quanto dei ricchi latifondisti del Sud. Dall'altra parte i Repubblicani Nazionali rappresentavano il capitalismo finanziario e l'industrializzazione.
Non mancava comunque tra i Democratici una componente operaia nelle città del nord sempre in contrasto con lo strapotere dell'alta borghesia. Peraltro lo stile di Jackson una volta rieletto presidente alle elezioni presidenziali del 1832 divenne sempre meno rispettoso di quei diritti degli Stati federati per difendere i quali il Partito Democratico era sorto, portando alcuni Democratici a unirsi ai Repubblicani Nazionali nel Partito Whig, poi confluito nel moderno Partito Repubblicano.
Negli anni successivi i due partiti si alternarono al governo, mentre la questione della schiavitù creava divisioni sempre più forti, tanto che l'ala antischiavista del nord dei Democratici provocò una scissione dando vita al Partito del Suolo Libero.

### Guerra di secessione

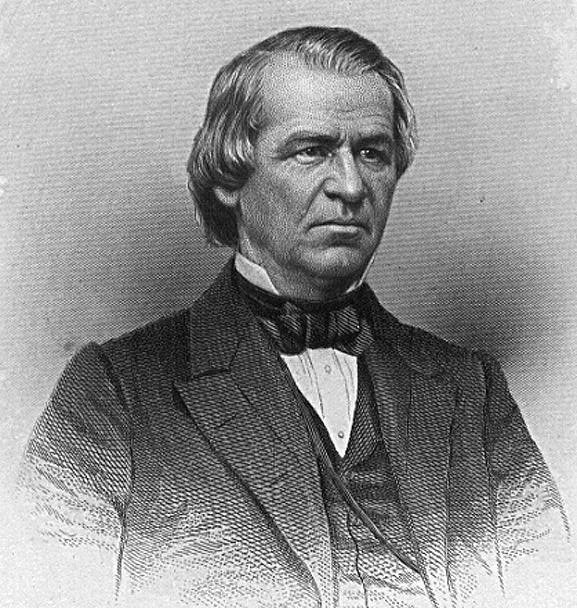
Andrew Johnson

Nel 1854 sulle ceneri del Partito Whig nacque il moderno Partito Repubblicano con un programma apertamente e risolutamente antischiavista. Mentre il Paese marciava verso la guerra civile, i Democratici si spaccarono tra membri del sud difensori intransigenti dell'economia schiavistica e membri del nord non antischiavisti, ma disponibili a compromessi soprattutto sull'assetto da dare ai nuovi Stati che sarebbero nati a ovest.
La presenza di due diversi candidati per i Democratici (uno del nord e uno del sud) favorì il successo del candidato Repubblicano Abraham Lincoln alle elezioni presidenziali del 1860 che diventò presidente senza praticamente ottenere voti negli Stati meridionali. A causa del programma abolizionista del Partito Repubblicano questa divisione sfociò nella guerra di secessione americana.
Durante la guerra nel Nord il partito si divise tra pacifisti e sostenitori della guerra contro gli Stati Confederati d'America che accettarono di appoggiare Lincoln. Tra questi vi fu Andrew Johnson, che fu vicepresidente e succedette a Lincoln dopo la sua morte per assassinio nel 1865. Nell'immediato dopoguerra la vita politica degli Stati Uniti fu comunque monopolizzata dai Repubblicani, che sospesero temporaneamente dall'Unione alcuni Stati meridionali e ammisero al voto gli ex schiavi afroamericani, per cui il Partito Democratico fu per qualche tempo fuori gioco. Johnson accusò il Partito Repubblicano di avere dissolto l'Unione invece di restaurarla e di avere «assoggettato dieci Stati, in tempo di pace, al dispotismo militare e alla supremazia negra». Peraltro nel sud molti membri del Partito Democratico appoggiarono le attività del Ku Klux Klan, fondato infatti da Nathan Bedford Forrest e altri Democratici confederati nel 1865. Come appunto dichiarato dallo storico Eric Foner (Democratico lui stesso), "In effetti il Klan era una forza militare che agiva negli interessi del Partito Democratico".
Quando l'occupazione militare del sud terminò in seguito alle oscure manovre che accompagnarono le elezioni presidenziali del 1876 (vinte dal Repubblicano Rutherford B. Hayes) negli ex Stati Confederati d'America, il predominio dei Democratici conservatori del Sud fu assoluto e la segregazione razziale venne nuovamente introdotta in tutti gli Stati meridionali (vedi profondo sud) e diversi altri.

### Rinascita

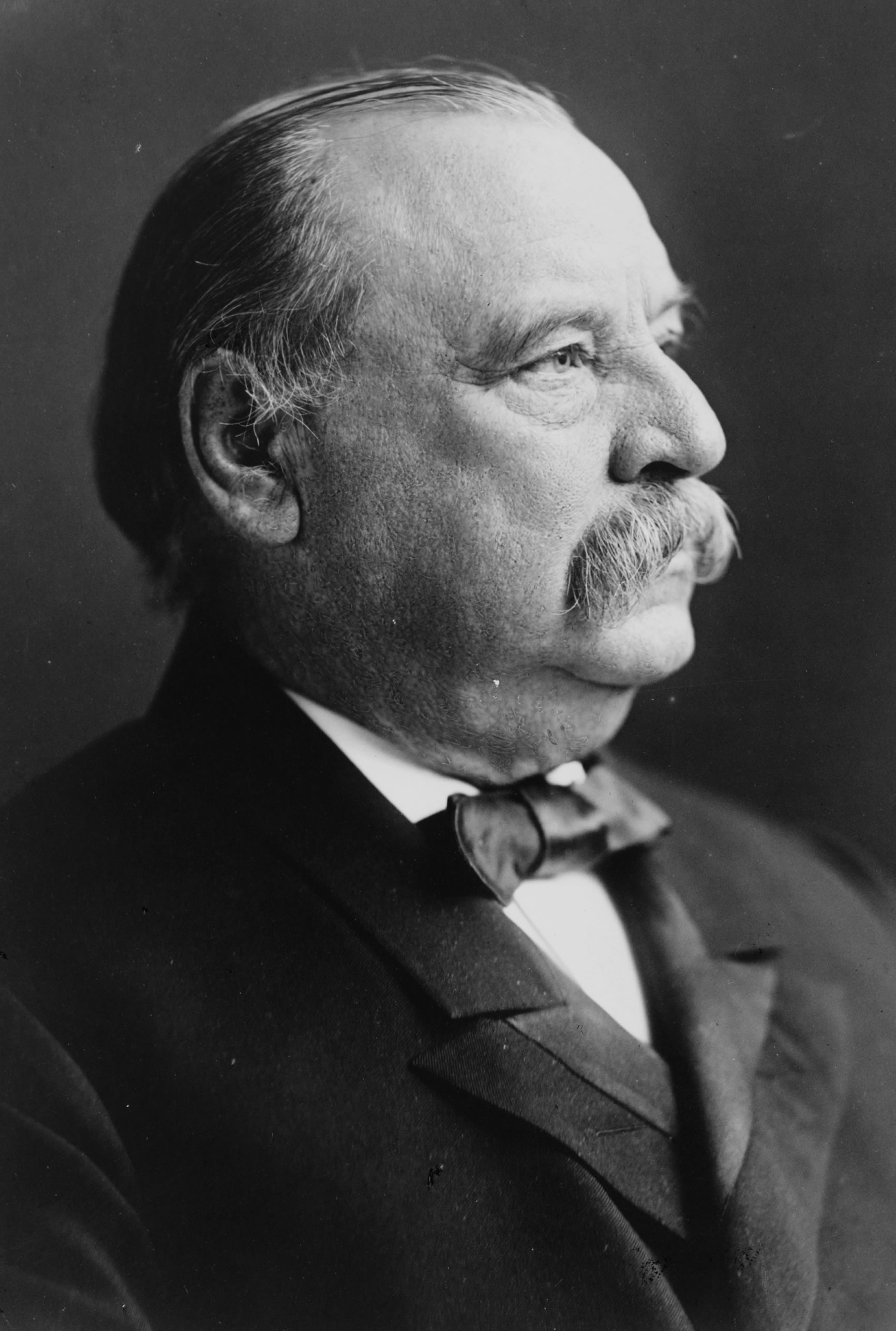
Grover Cleveland

Negli anni 1880 il partito aumentò i propri voti grazie all'apporto di gruppi eterogenei dal sud all'ovest fino a gruppi operai nelle città industriali del nord, tanto che spesso era determinante nell'orientare il voto l'appartenenza religiosa in quanto i protestanti di origine britannica o nordeuropea tendevano a schierarsi per i Repubblicani, laddove i cattolici (in questo periodo soprattutto di origine irlandese) erano prevalentemente Democratici.
Alle elezioni presidenziali del 1884 per la prima volta dopo ventotto anni un Democratico ottenne la presidenza. In questo periodo la principale causa di contrasto tra i due partiti fu data dal tema del protezionismo, che i Democratici (dominati dalla loro ala più conservatrice e liberista, rappresentata da Grover Cleveland e noti come Bourbon) avversavano. Tuttavia Cleveland perse il controllo del partito nel 1896 a vantaggio dell'ala populista.

### Era Wilson

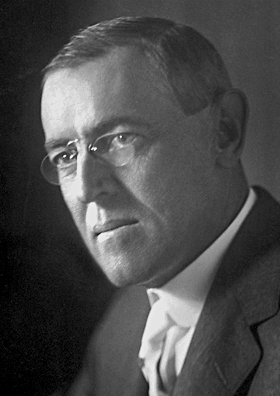
Thomas Woodrow Wilson

A partire dal 1896 cominciò un periodo nuovo nella storia politica degli Stati Uniti in quanto la presidenza fu mantenuta ininterrottamente dal Partito Repubblicano, eccettuata l'epoca di Woodrow Wilson. In questo periodo infatti l'enorme successo dell'industrializzazione, che si espanse sempre più da est a ovest, favorì il Partito Repubblicano che dell'industria era sempre stato sostenitore e di conseguenza uno Stato federato come la California divenne stabilmente Repubblicano.
Proprio questa modernizzazione però favorì la vittoria di Wilson in quanto in occasione delle elezioni presidenziali del 1912 l'ala di sinistra dei Repubblicani costituì il Partito Progressista, candidando il popolare ex presidente Theodore Roosevelt, che ottenne più voti del candidato ufficiale Repubblicano.
Di conseguenza i Democratici mantenendo compatto il proprio voto riottennero la presidenza. Wilson era un sudista che fece però passare leggi progressiste, come quella sull'antimonopolio e la riforma costituzionale che diede il voto alle donne, senza tuttavia promuovere i diritti degli afroamericani, al contrario sostenendo e promuovendo la segregazione razziale come gli altri Democratici.
Wilson è noto per la sua decisione di far partecipare gli Stati Uniti alla prima guerra mondiale e per i suoi Quattordici punti con cui proponeva una sistemazione del dopoguerra che tenesse conto del diritto di ogni popolo all'autodeterminazione. Non riuscì peraltro a convincere il Congresso ad approvare l'adesione degli Stati Uniti alla Società delle Nazioni appena costituita.
Dopo la sua seconda presidenza il predominio Repubblicano riprese alle elezioni presidenziali del 1920.

### New Deal di Roosevelt

Franklin Delano Roosevelt

La crisi del 1929 fu l'evento epocale che trasformò completamente la vita politica statunitense e lo stesso Partito Democratico. L'elezione di Franklin Delano Roosevelt (lontano parente dell'ex presidente Theodore Roosevelt) nel 1932 e la sua politica del New Deal trasformarono i Democratici nel partito di sinistra degli Stati Uniti. L'ala più conservatrice del partito cercò di contrattaccare, ma le condizioni economiche del Paese in quegli anni rendevano popolare presso strati sociali amplissimi la politica di Roosevelt basata sull'aumento della spesa pubblica.
Dopo il 1934 Roosevelt accentuò la componente di sinistra della sua politica e da quel momento il Partito Democratico si legò definitivamente ai sindacati e a gruppi sociali svantaggiati come gli ebrei e gli stessi afroamericani che fino a quel momento votavano (se votavano) per i Repubblicani. Tuttavia nel Congresso molti Democratici più conservatori (soprattutto del sud) finirono con l'allearsi ai Repubblicani per bloccare le riforme più coraggiose di Roosevelt. Negli Stati Uniti infatti la disciplina di partito è molto più debole che nei parlamenti europei e da allora il binomio presidente progressista e Congresso conservatore rimase una costante della politica statunitense.
È proprio dalla presidenza Roosevelt che il Partito Democratico è divenuto il partito della spesa pubblica e della protezione dei diritti civili delle minoranze, oltre che dei ceti intellettuali.

### Dopoguerra

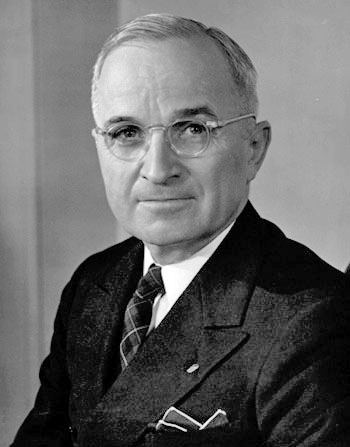
Harry S. Truman

Dopo la morte di Roosevelt nel 1945 la presidenza toccò al vicepresidente Harry S. Truman, la cui politica anticomunista provocò la scissione di un nuovo Partito Progressista a opera dell'ex vicepresidente Henry A. Wallace che non ebbe però grande successo. Inoltre i Democratici persero le elezioni parlamentari del 1946.
Il Partito Democratico subì anche la scissione dei Democratici sudisti, i cosiddetti Dixiecrat, contrari alla politica di desegregazione nell'esercito tenuta da Truman e in generale al sostegno di questi ai diritti civili dei neri. Nel 1948 Truman fu comunque eletto alla presidenza, con i Dixiecrat che vinsero in quattro Stati del sud per poi rientrare in gran parte nel Partito Democratico. Truman ripropose poi una linea politica analoga a quella di Roosevelt per quanto riguardava la politica interna, ancora una volta contrastata dal Congresso. Nel 1952 il Partito Repubblicano candidò con successo un eroe di guerra, l'ex generale Dwight D. Eisenhower, ma il Partito Democratico mantenne il controllo del Congresso (che i Democratici avevano riconquistato nel 1948) in un quadro di sostanziale collaborazione bipartitica.
Nel 1960 il Partito Democratico riconquistò la presidenza con John Fitzgerald Kennedy, che inaugurò una politica di fermezza nei confronti dell'Unione Sovietica e di appoggio al movimento per i diritti civili all'interno, seguita ancora più decisamente dopo la sua morte in un attentato,dal suo successore Lyndon B. Johnson, che nel 1964 varò la legge sui diritti civili che poneva fine alle discriminazioni razziali. In seguito Johnson approvò molte riforme sociali (la cosiddetta grande società), ma la continuazione della guerra del Vietnam gli fece perdere consensi e non si candidò per un secondo mandato. A partire dalle elezioni presidenziali del 1964 molti Democratici sudisti iniziarono a votare Repubblicano alle elezioni presidenziali, continuando a votare Democratico per le cariche locali e perfino per deputati e senatori democratici conservatori, finché negli anni 1980-1990 diversi di questi eletti conservatori passarono al Partito Repubblicano.

### Trasformazione del partito

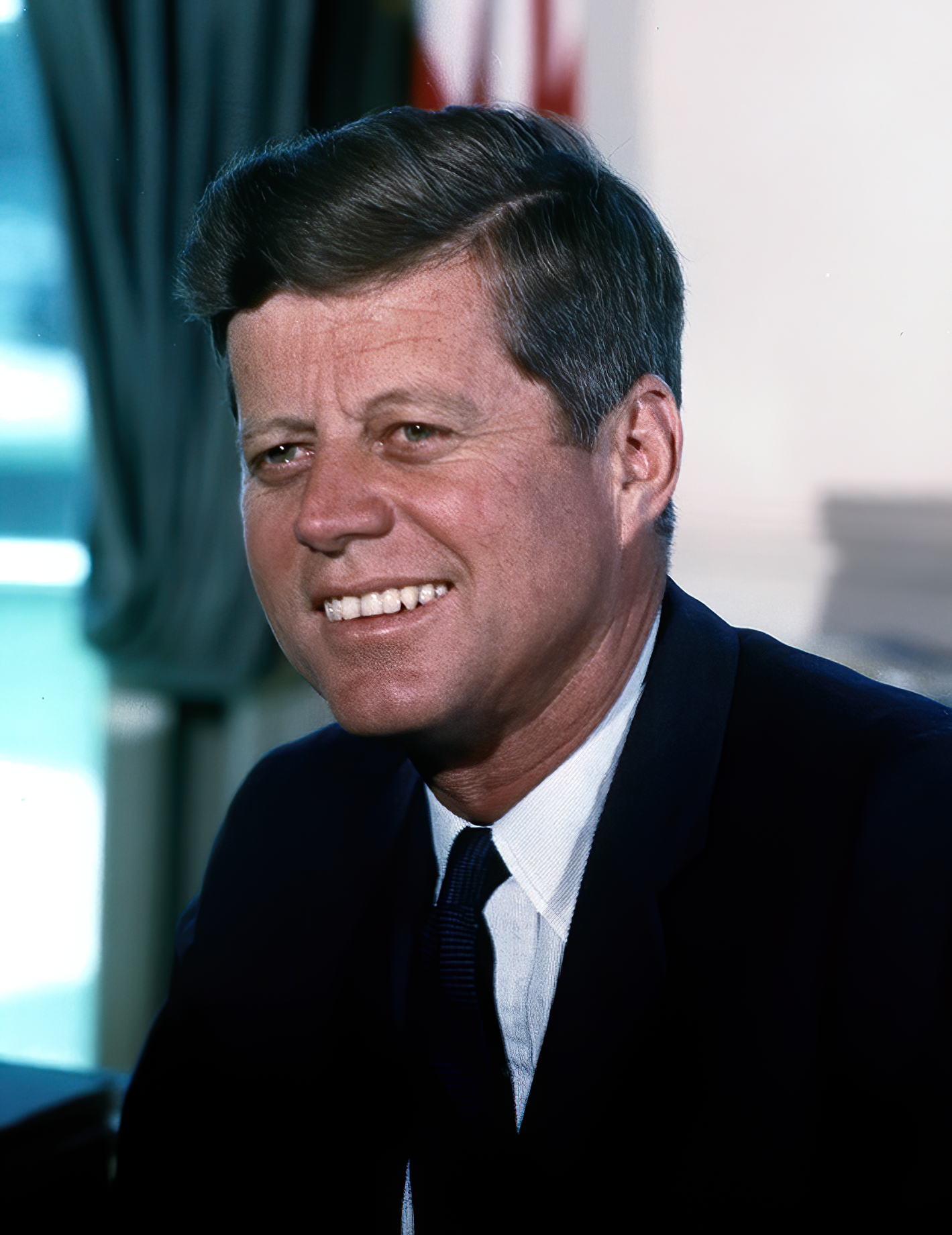
John Fitzgerald Kennedy

L'avvicinamento dei neri ai Democratici era incominciato già all'epoca di Roosevelt e questo fatto portò a un progressivo abbandono del partito da parte dei Democratici sudisti, i quali però solo negli anni ottanta sarebbero passati massicciamente ai Repubblicani. In generale in questo periodo gli abitanti bianchi del sud continuarono a votare per i Democratici nelle elezioni locali e in quelle per il Congresso (in cui molti Democratici sudisti erano conservatori), ma ad abbandonare il partito o a favore dei Repubblicani o di candidati del sud indipendenti alle elezioni presidenziali. Il partito si spaccò però ancora più gravemente in seguito alla politica di Johnson di intervento in Vietnam, tanto da spingerlo ad abbandonare l'idea di ricandidarsi. Il candidato che avrebbe potuto ricompattare il partito, Robert Kennedy (fratello dell'ex presidente John Fitzgerald Kennedy), fu a sua volta assassinato e sostituito da Hubert Humphrey. Le elezioni presidenziali del 1968 furono quindi vinte dal Repubblicano Richard Nixon anche a causa della nuova scissione di una parte dei Democratici del sud che diedero vita al Partito Indipendente Americano. La base elettorale del Partito Democratico si spostò sempre più verso il nord-est.

### Da Carter a Clinton

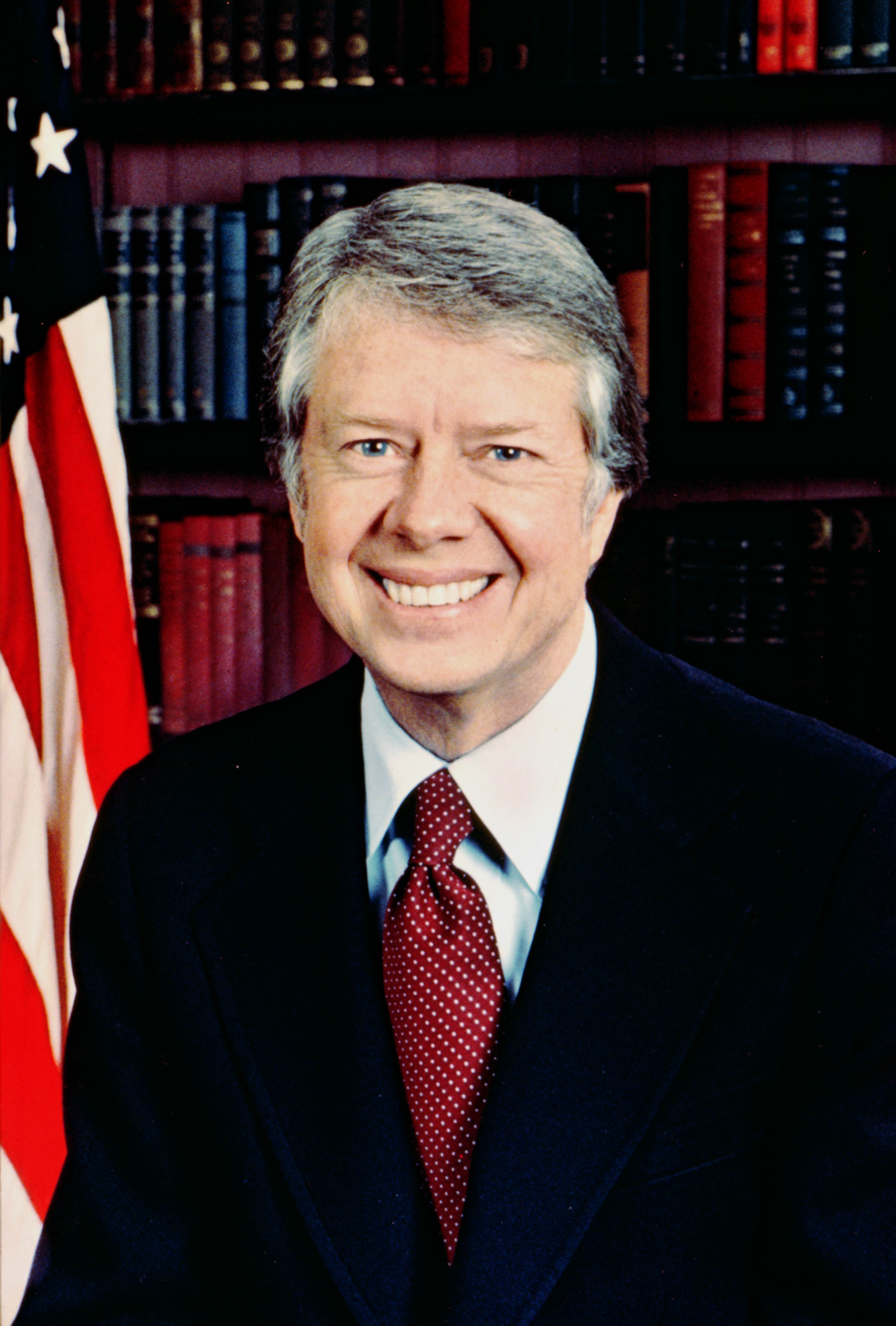
Jimmy Carter

Pur avendo perso la presidenza, negli anni di Nixon il Partito Democratico mantenne un saldo controllo sul Congresso, dove i Democratici del Sud mantenevano la loro autonomia rispetto alla linea liberale del partito. Grazie allo scandalo Watergate che aveva funestato il secondo mandato alla presidenza di Nixon fu Jimmy Carter, un Democratico sudista e sostenitore dei diritti civili, a divenire presidente nel 1976.
La politica di Carter fu a sostegno dei diritti civili all'interno, ma anche all'estero, dove si presentò come mediatore in numerose crisi internazionali, mentre in politica economica fu di fatto l'anticipatore della linea economica più liberista di Ronald Reagan. I suoi insuccessi in politica estera (Iran e Afghanistan) favorirono però la vittoria del suo avversario Repubblicano alle elezioni presidenziali del 1980. Negli anni 1980 i Democratici persero tutte le elezioni presidenziali e molti loro elettori, in particolare appartenenti alla classe media, votarono per i Repubblicani (i cosiddetti Democratici di Reagan), ma continuavano a sostenere il loro partito al Congresso, dove infatti i Democratici mantennero la maggioranza.
Di fatto molti programmi di assistenza sociale furono mantenuti in vita nonostante l'abbassamento delle tasse, provocando così un forte aumento del debito pubblico. In politica estera invece la linea dei Democratici non era molto diversa da quella di Reagan, se non per lo stile meno aggressivo. È a questo punto che il partito si sposta più verso il centro, divenendo ancora più di prima un partito pigliatutto.

### Era Clinton

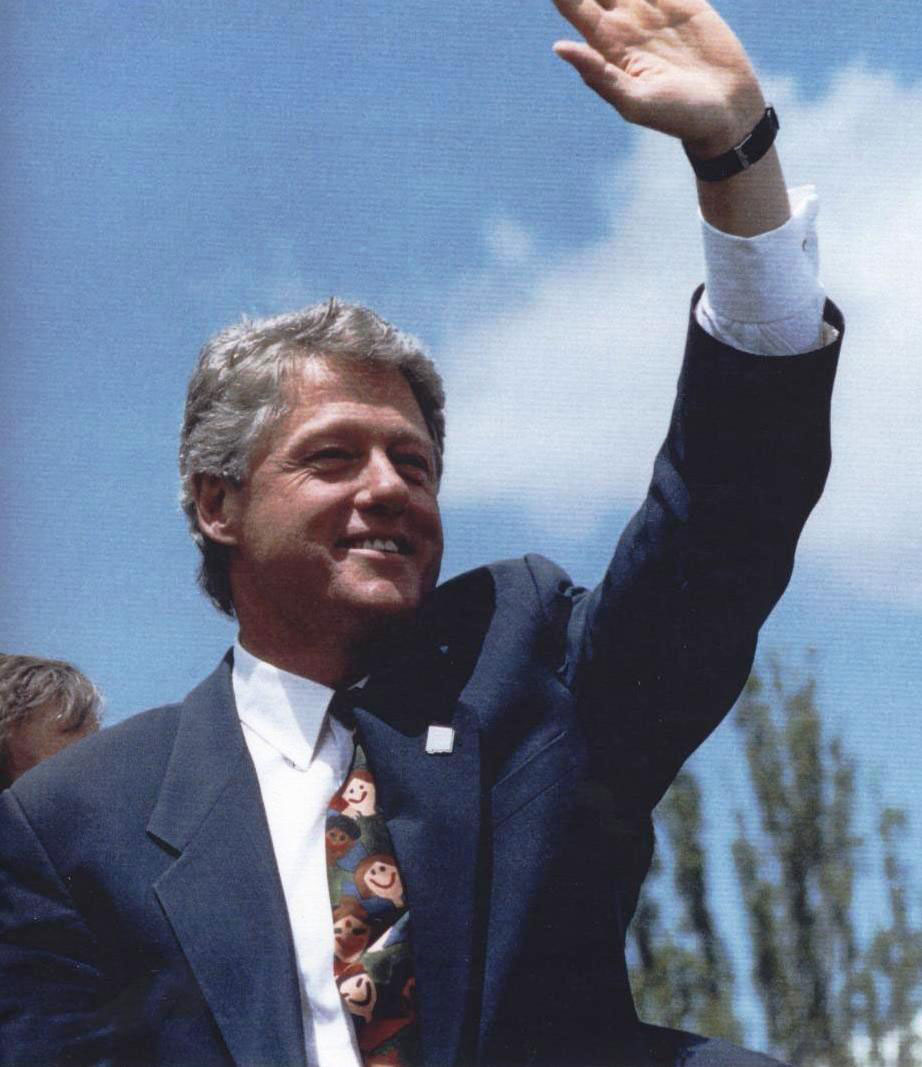
Bill Clinton

Alle elezioni presidenziali del 1992 fu eletto Bill Clinton, un presidente Democratico dopo dodici anni di presidenza Repubblicana che in sintonia con l'allora nuova impostazione centrista del partito contenne la spesa pubblica e sotto di lui gli Stati Uniti conobbero una delle fasi di maggiore crescita economica della loro storia, mentre in politica estera scelse una linea di intervento sia diplomatico sia armato, anche in aree non considerate vitali per gli interessi del suo Paese (come in Jugoslavia). Del resto Clinton dovette fare i conti con una maggioranza Repubblicana alla Camera dei rappresentanti e al Senato, mentre forze tradizionalmente Democratiche come i sindacati persero sempre più peso nel Paese.
In effetti una delle caratteristiche più evidenti nella situazione politica degli Stati Uniti in quegli anni fu un generale calo della partecipazione dei cittadini alle urne (alle elezioni presidenziali del 1996 in cui Clinton si confermò ci fu un calo del 6,2% che portò l'affluenza a meno del 50%) e un peso determinante della capacità di raccogliere fondi da parte di partiti e uomini politici, fattori che spiazzarono l'ala più a sinistra del partito.

### Da Gore a Obama

Barack Obama

Alle elezioni presidenziali del 2000 i Democratici hanno candidato l'ex vicepresidente di Clinton, Al Gore, contro il Repubblicano George W. Bush. Gore è stato sconfitto in parte per il relativo successo del candidato dei Verdi Ralph Nader e in parte per le regole elettorali che lo hanno beffato nonostante avesse ottenuto più voti dell'avversario e che hanno provocato molte polemiche. Dopo questa sconfitta sul filo di lana il Partito Democratico ha faticato a riprendersi anche per il nuovo clima creato dagli attentati dell'11 settembre, che hanno favorito il compattarsi dell'opinione pubblica intorno al presidente Bush. Solo dopo alcuni anni i Democratici hanno fatto sentire la loro voce critica su certi aspetti della cosiddetta guerra al terrorismo di Bush, oltre che sulla politica economica, soprattutto per l'aumento della disoccupazione e il drastico peggioramento del debito pubblico. Ciononostante anche il candidato alle elezioni presidenziali del 2004 John Kerry è stato battuto.
Alle elezioni parlamentari del 2006 il Partito Democratico conquistò 229 seggi alla Camera, guadagnandone 29 e riprendendone il controllo dopo dodici anni. Nancy Pelosi divenne il presidente della Camera nel gennaio 2007 (Pelosi fu la prima donna e il primo politico italo-americano a ricoprire tale carica, terza nella linea di successione presidenziale). Anche al Senato il Partito Democratico divenne il partito di maggioranza guadagnando sei seggi per un totale di 49 seggi in mano ai Democratici, come quelli controllati dal Partito Repubblicano, più due senatori indipendenti, ovvero Joseph Lieberman (eletto nella lista Connecticut per Lieberman dopo aver perduto la candidatura a causa delle sue posizioni moderate e vicine all'amministrazione Bush) del Connecticut e l'indipendente di sinistra Bernie Sanders del Vermont, entrambi partecipanti alle riunioni del Partito Democratico.
A determinare il successo del Partito Democratico fu anche la decisione del partito di presentare candidati con idee conservatrici nei seggi fino ad allora controllati da Repubblicani. Nel 2006 il partito riprese la maggioranza delle cariche di governatore (in 28 Stati federati su 50). Il gruppo Democratico alla Camera elesse come presidente di maggioranza Steny Hoyer (carica a cui era anche candidato John Murtha, appoggiato da Nancy Pelosi e favorevole a un ritiro immediato dall'Iraq, ma che era stato coinvolto in un affare di corruzione negli anni ottanta). Al Senato il presidente della maggioranza fino al gennaio 2015 fu Harry Reid, primo mormone a raggiungere tale carica. Alle elezioni presidenziali del 2008 i Democratici nel convegno nazionale candidarono Barack Obama, il quale vinse contro il Repubblicano John McCain nel 2008 e contro Mitt Romney alle elezioni presidenziali del 2012.
A causa dell'impopolarità della riforma sanitaria (rinominata Obamacare dai Repubblicani) e di altre contestate misure economiche prese dell'amministrazione Obama, i Democratici persero la maggioranza alla Camera nelle elezioni parlamentari del 2010, pur mantenendo quella del Senato. La situazione rimase pressoché simile anche nelle elezioni parlamentari del 2012, ma nelle elezioni parlamentari del 2014 i Repubblicani conquistarono anche il Senato, mentre ai Democratici rimasero 44 senatori più due indipendenti. Nell'autunno del 2015 dopo sette anni di presidenza Obama le sconfitte a livello statale e federale per i Democratici sono state molto ingenti e in termini numerici dal 2009 includono 12 seggi di governatori persi, 69 seggi alla Camera, 14 seggi al Senato e 910 seggi persi alle legislature statali.
Alle elezioni presidenziali del 2016 il duo Democratico Hillary Clinton-Tim Kaine è stato sconfitto dalla coppia presidenziale Repubblicana Donald Trump-Mike Pence per 232 grandi elettori a 306, pur prevalendo nel voto popolare (situazione analoga alle elezioni del 2000 dove Gore perse contro Bush). A seguito di questo risultato i Democratici si sono ritrovati per la prima volta in dodici anni (dal 2004) fuori della Casa Bianca e in minoranza in entrambi i rami del Congresso. Inoltre a livello dei singoli Stati federati il Partito Democratico ha perso i governi di Missouri, New Hampshire e Vermont, pur riuscendo a conquistare la Carolina del Nord. Alle elezioni parlamentari del 2018 i Democratici hanno riconquistato il controllo della Camera dopo otto anni ottenendo 235 seggi e 7 governatori, ma riducendo la minoranza in Senato di un seggio.

### Il ritorno alla Casa Bianca con Joe Biden

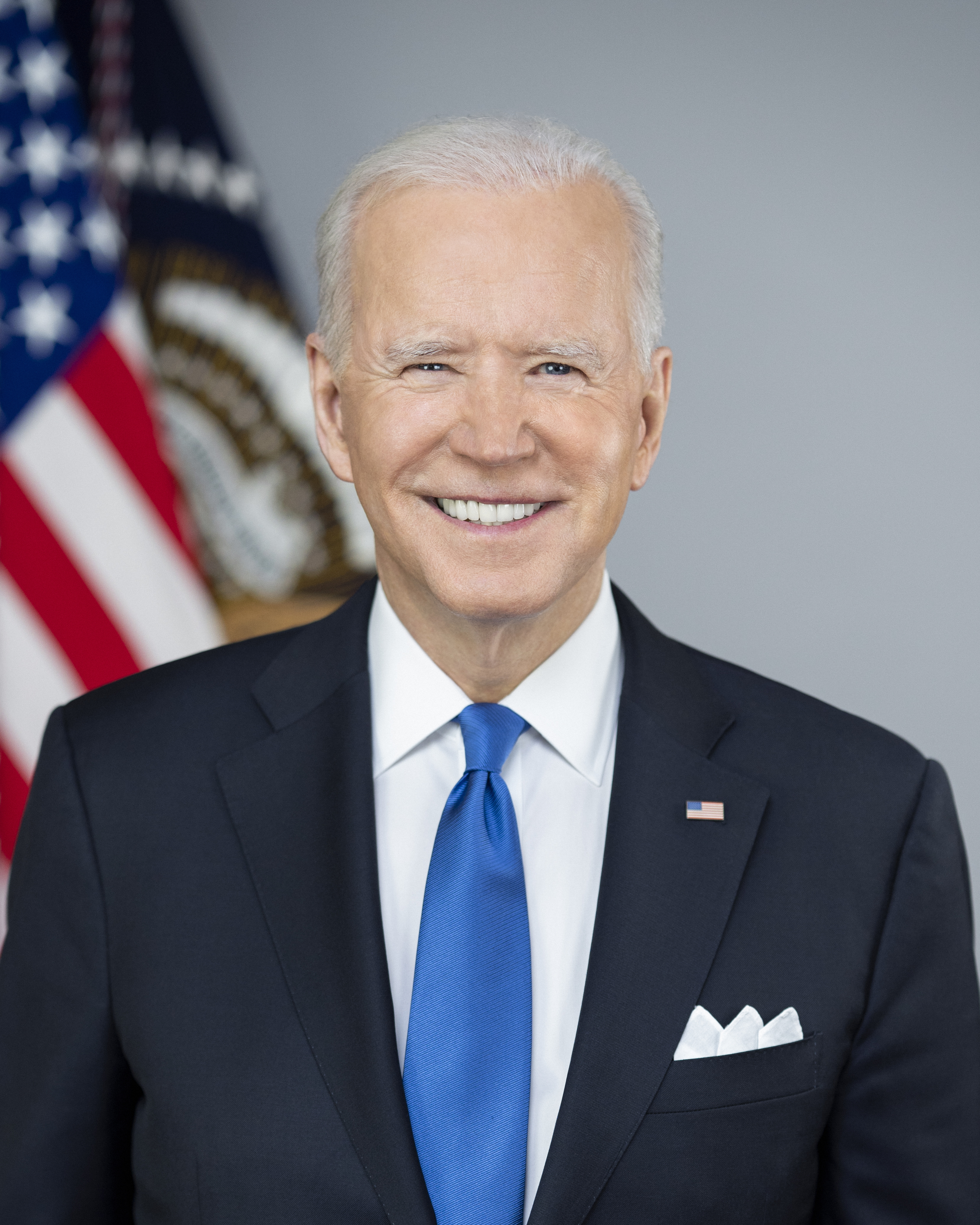
Joe Biden

Per le elezioni presidenziali del 2020 Joe Biden si è imposto come candidato alla Casa Bianca, dopo una vittoria inaspettata alle primarie contro Bernie Sanders. Nel giugno 2020 aveva annunciato che avrebbe scelto una donna e il 12 agosto ha annunciato come candidata vicepresidente la senatrice californiana Kamala Harris, nonostante fossero stati avversari alle primarie. Il programma dei democratici era incentrato sulla ripresa economica, dopo la pandemia di COVID-19, e sociale del paese, accusando Donald Trump di non gestire la pandemia e di alimentare la polarizzazione nel paese, soprattutto dopo le proteste per la morte di George Floyd.
Il 3 novembre il ticket democratico vince le elezioni e Biden diviene il nuovo Presidente degli Stati Uniti il 20 gennaio 2021, riportando al governo federale i Democratici dopo 4 anni.

## Ideologia
Originariamente il partito si trovava alla destra di quello Repubblicano, promuovendo ideologie conservatrici-populiste e avanzando idee quali il bimetallismo, la democrazia jacksoniana e i diritti degli Stati federati, oltre al liberalismo su cui gli Stati Uniti furono fondati. È a partire dai primi decenni del Novecento che l'ideologia principale dei Democratici si è spostata verso quella moderna, ossia un liberalismo di centro/centro-sinistra che unisce il liberalismo sociale e il progressismo. Ciononostante rimangono comunque correnti interne più conservatrici e centriste come la terza via o più di sinistra come libertariani, populisti di sinistra, socialdemocratici e socialisti democratici.

### Correnti interne
- Democratici progressisti (progressive Democrats) e liberali (liberals): sono l'ala sinistra del Partito Democratico, eredi della nuova sinistra e del liberalismo sociale. Molti di loro sono i cosiddetti liberali moderni, che tendono a unire la cultura socio-liberale e quella progressista. Si battono per i diritti civili, la legalizzazione dell'aborto, il pluralismo culturale e i matrimoni gay. Prediligono inoltre la diplomazia al fine di evitare conflitti armati e rappresentano la maggioranza del partito. Uno storico esponente fu Ted Kennedy.
- Democratici libertariani (libertarian Democrats): rappresentano la parte libertariana del partito e si professano liberisti in campo economico e libertari in campo sociale dato che si battono come i progressisti per i diritti civili, ma anche per la legalizzazione delle droghe leggere. A livello individuale sono prettamente liberali e propugnano una visione laica dello Stato con la separazione di questo dalla Chiesa.
- Democratici moderati (moderate Democrats): sono i cosiddetti centristi (centrists) o Nuovi Democratici (New Democrats), in quanto si rifanno al centrismo e alla terza via. Tra questi vi sono importanti personaggi quali i presidenti Bill Clinton e Barack Obama.
- Democratici conservatori (conservative Democrats): rappresentano la destra del partito, eredi delle posizioni di conservatorismo sociale. Durante gli anni si sono spostati verso posizioni più liberali e vengono perciò etichettati come centristi quando comparati con i conservatori Repubblicani, ma decisamente conservatori se paragonati ai Democratici liberali o progressisti.

## Posizioni politiche

### Politica economica
- Espansione dei programmi di sicurezza sociale.
- Aumentare le maggiori imposte sulle plusvalenze e sulle aliquote dei dividendi superiori al 28%.
- Compensi fiscali per le piccole e medie imprese.
- Modificare le regole fiscali per non incoraggiare la spedizione di posti di lavoro all'estero.
- Aumentare il salario minimo federale.
- Modernizzare ed espandere l'accesso all'istruzione pubblica e fornire un'educazione prescolare universale.
- Sostegno all'assistenza sanitaria universale.
- Maggiori investimenti nello sviluppo di infrastrutture.
- Aumentare gli investimenti in ricerca e sviluppo scientifici e tecnologici.
- Espansione dell'uso di energia rinnovabile e riduzione dell'uso di combustibili fossili.
- Attuare una tassa sul carbone.
- Proteggere le tutele del lavoro e il diritto di sindacalizzare.
- Riformare il sistema di prestiti agli studenti e consentire di rifinanziare questi prestiti.
- Richiedere la parità di retribuzione per lo stesso lavoro indipendentemente dal sesso, dalla razza o dall'etnia.

### Politica sociale
- Sostenere la neutralità della rete.
- Attuare la riforma finanziaria della campagna elettorale e la riforma elettorale.
- Aumentare i diritti di voto e potere accedere facilmente alle votazioni.
- Sostegno al matrimonio omosessuale e alle unioni civili.
- Consentire l'accesso legale agli aborti e alle cure per la salute riproduttiva delle donne.
- Riformare il sistema di immigrazione e consentire un percorso verso la cittadinanza.
- Supporto per leggi più severe relative alla regolamentazione delle armi da fuoco (gun control).
- Migliorare le leggi sul diritto alla riservatezza della propria vita privata e limitare la sorveglianza del governo.
- Opposizione all'uso della tortura.
- Riconoscere e difendere la libertà di Internet in tutto il mondo.

## Comitato nazionale
Il Comitato nazionale democratico (Democratic National Committee) è l'organo politico di direzione. È responsabile dello sviluppo e della promozione della piattaforma programmatica, coordina la raccolta fondi e la strategia elettorale e organizza il comitato nazionale.

## Storia elettorale

### Nelle elezioni congressuali
| Elezione | Camera dei rappresentanti | Camera dei rappresentanti | Senato   | Senato | Presidente              |
| Elezione | Seggi                     | +/-                       | Seggi    | +/-    | Presidente              |
| -------- | ------------------------- | ------------------------- | -------- | ------ | ----------------------- |
| 1950     | 235 / 435                 | 28                        | 49 / 96  | 5      | Harry S. Truman         |
| 1952     | 213 / 435                 | 22                        | 47 / 96  | 2      | Dwight D. Eisenhower    |
| 1954     | 232 / 435                 | 19                        | 49 / 96  | 2      | Dwight D. Eisenhower    |
| 1956     | 234 / 435                 | 2                         | 49 / 96  | 0      | Dwight D. Eisenhower    |
| 1958     | 283 / 435                 | 49                        | 64 / 98  | 15     | Dwight D. Eisenhower    |
| 1960     | 262 / 435                 | 21                        | 64 / 100 | 0      | John Fitzgerald Kennedy |
| 1962     | 258 / 435                 | 4                         | 66 / 100 | 2      | John Fitzgerald Kennedy |
| 1964     | 295 / 435                 | 37                        | 68 / 100 | 2      | Lyndon B. Johnson       |
| 1966     | 248 / 435                 | 47                        | 64 / 100 | 4      | Lyndon B. Johnson       |
| 1968     | 243 / 435                 | 5                         | 57 / 100 | 7      | Richard Nixon           |
| 1970     | 255 / 435                 | 12                        | 54 / 100 | 3      | Richard Nixon           |
| 1972     | 242 / 435                 | 13                        | 56 / 100 | 2      | Richard Nixon           |
| 1974     | 291 / 435                 | 49                        | 60 / 100 | 4      | Gerald Ford             |
| 1976     | 292 / 435                 | 1                         | 61 / 100 | 1      | Jimmy Carter            |
| 1978     | 277 / 435                 | 15                        | 58 / 100 | 3      | Jimmy Carter            |
| 1980     | 243 / 435                 | 34                        | 46 / 100 | 12     | Ronald Reagan           |
| 1982     | 269 / 435                 | 26                        | 46 / 100 | 0      | Ronald Reagan           |
| 1984     | 253 / 435                 | 16                        | 47 / 100 | 1      | Ronald Reagan           |
| 1986     | 258 / 435                 | 5                         | 55 / 100 | 7      | Ronald Reagan           |
| 1988     | 260 / 435                 | 2                         | 55 / 100 | 1      | George H. W. Bush       |
| 1990     | 267 / 435                 | 7                         | 56 / 100 | 1      | George H. W. Bush       |
| 1992     | 258 / 435                 | 9                         | 57 / 100 | 1      | Bill Clinton            |
| 1994     | 204 / 435                 | 54                        | 48 / 100 | 9      | Bill Clinton            |
| 1996     | 206 / 435                 | 2                         | 45 / 100 | 3      | Bill Clinton            |
| 1998     | 211 / 435                 | 5                         | 45 / 100 | 0      | Bill Clinton            |
| 2000     | 212 / 435                 | 1                         | 50 / 100 | 5      | George W. Bush          |
| 2002     | 204 / 435                 | 8                         | 49 / 100 | 1      | George W. Bush          |
| 2004     | 202 / 435                 | 2                         | 45 / 100 | 4      | George W. Bush          |
| 2006     | 233 / 435                 | 31                        | 49 / 100 | 4      | George W. Bush          |
| 2008     | 257 / 435                 | 24                        | 57 / 100 | 8      | Barack Obama            |
| 2010     | 193 / 435                 | 64                        | 51 / 100 | 6      | Barack Obama            |
| 2012     | 201 / 435                 | 8                         | 53 / 100 | 2      | Barack Obama            |
| 2014     | 188 / 435                 | 13                        | 44 / 100 | 9      | Barack Obama            |
| 2016     | 194 / 435                 | 6                         | 46 / 100 | 2      | Donald Trump            |
| 2018     | 235 / 435                 | 41                        | 45 / 100 | 1      | Donald Trump            |
| 2020     | 222 / 435                 | 13                        | 48 / 100 | 3      | Joe Biden               |
| 2022     | 213 / 435                 | 9                         | 49 / 100 | 1      | Joe Biden               |
| 2024     | 215 / 435                 | 2                         | 47 / 100 | 2      | Donald Trump            |

### Nelle elezioni presidenziali
| Elezione | Candidato                 | Voti       | %     | Elettori  | %     | +/– | Esito     |
| -------- | ------------------------- | ---------- | ----- | --------- | ----- | --- | --------- |
| 1828     | Andrew Jackson            | 642 553    | 55,97 | 178 / 261 | 68,20 | 178 | Vittoria  |
| 1832     | Andrew Jackson            | 701 780    | 54,23 | 219 / 286 | 76,57 | 41  | Vittoria  |
| 1836     | Martin Van Buren          | 764 176    | 50,83 | 170 / 294 | 57,82 | 49  | Vittoria  |
| 1840     | Martin Van Buren          | 1 128 854  | 46,81 | 60 / 294  | 46,81 | 110 | Sconfitta |
| 1844     | James Knox Polk           | 1 339 494  | 49,54 | 170 / 275 | 61,81 | 110 | Vittoria  |
| 1848     | Lewis Cass                | 1 223 460  | 42,49 | 127 / 290 | 43,79 | 43  | Sconfitta |
| 1852     | Franklin Pierce           | 1 607 510  | 50,84 | 254 / 296 | 85,81 | 127 | Vittoria  |
| 1856     | James Buchanan            | 1 836 072  | 45,28 | 174 / 296 | 58,78 | 80  | Vittoria  |
| 1860     | Stephen A. Douglas        | 1 380 202  | 29,46 | 12 / 303  | 29,46 | 162 | Sconfitta |
| 1864     | George B. McClellan       | 1 812 807  | 44,95 | 21 / 233  | 8,93  | 9   | Sconfitta |
| 1868     | Horatio Seymour           | 2 706 829  | 47,34 | 80 / 294  | 27,21 | 59  | Sconfitta |
| 1872     | Horace Greeley            | 2 834 761  | 43,78 | 169 / 352 | 18,75 | 11  | Sconfitta |
| 1876     | Samuel J. Tilden          | 4 286 808  | 50,92 | 184 / 369 | 49,86 | 115 | Sconfitta |
| 1880     | Winfield Scott Hancock    | 4 444 976  | 48,21 | 155 / 369 | 42,01 | 29  | Sconfitta |
| 1884     | Grover Cleveland          | 4 914 482  | 48,85 | 219 / 401 | 54,61 | 64  | Vittoria  |
| 1888     | Grover Cleveland          | 5 534 488  | 48,63 | 168 / 401 | 41,90 | 51  | Sconfitta |
| 1892     | Grover Cleveland          | 5 556 918  | 46,02 | 277 / 444 | 62,39 | 109 | Vittoria  |
| 1896     | William Jennings Bryan    | 6 509 052  | 46,71 | 176 / 447 | 39,37 | 101 | Sconfitta |
| 1900     | William Jennings Bryan    | 6 370 932  | 45,52 | 155 / 447 | 34,68 | 21  | Sconfitta |
| 1904     | Alton Brooks Parker       | 5 083 880  | 37,59 | 140 / 476 | 29,41 | 15  | Sconfitta |
| 1908     | William Jennings Bryan    | 6 408 984  | 43,04 | 162 / 483 | 33,54 | 22  | Sconfitta |
| 1912     | Woodrow Wilson            | 6 296 284  | 41,84 | 435 / 531 | 81,92 | 273 | Vittoria  |
| 1916     | Woodrow Wilson            | 9 126 868  | 49,24 | 277 / 531 | 52,17 | 158 | Vittoria  |
| 1920     | James M. Cox              | 9 139 661  | 34,15 | 127 / 531 | 23,92 | 150 | Sconfitta |
| 1924     | John W. Davis             | 8 386 242  | 28,82 | 136 / 531 | 25,61 | 9   | Sconfitta |
| 1928     | Al Smith                  | 15 015 464 | 40,80 | 87 / 531  | 16,38 | 49  | Sconfitta |
| 1932     | Franklin Delano Roosevelt | 22 821 277 | 57,41 | 472 / 531 | 88,89 | 385 | Vittoria  |
| 1936     | Franklin Delano Roosevelt | 27 747 636 | 60,80 | 523 / 531 | 98,49 | 51  | Vittoria  |
| 1940     | Franklin Delano Roosevelt | 27 313 945 | 54,74 | 449 / 531 | 84,56 | 74  | Vittoria  |
| 1944     | Franklin Delano Roosevelt | 25 612 916 | 53,39 | 432 / 531 | 81,36 | 17  | Vittoria  |
| 1948     | Harry S. Truman           | 24 179 347 | 49,55 | 303 / 531 | 57,06 | 129 | Vittoria  |
| 1952     | Adlai Stevenson II        | 27 375 090 | 44,33 | 89 / 531  | 16,76 | 214 | Sconfitta |
| 1956     | Adlai Stevenson II        | 26 028 028 | 41,97 | 73 / 531  | 13,75 | 16  | Sconfitta |
| 1960     | John Fitzgerald Kennedy   | 34 220 984 | 49,72 | 303 / 537 | 56,42 | 230 | Vittoria  |
| 1964     | Lyndon B. Johnson         | 43 127 041 | 61,05 | 486 / 538 | 90,33 | 183 | Vittoria  |
| 1968     | Hubert Humphrey           | 31 271 839 | 42,72 | 191 / 538 | 35,50 | 295 | Sconfitta |
| 1972     | George McGovern           | 29 173 222 | 37,52 | 17 / 538  | 3,16  | 174 | Sconfitta |
| 1976     | Jimmy Carter              | 40 831 881 | 50,08 | 297 / 538 | 55,20 | 280 | Vittoria  |
| 1980     | Jimmy Carter              | 35 480 115 | 41,01 | 49 / 538  | 9,11  | 248 | Sconfitta |
| 1984     | Walter Mondale            | 37 577 352 | 40,56 | 13 / 538  | 2,42  | 36  | Sconfitta |
| 1988     | Michael Dukakis           | 41 809 074 | 45,65 | 111 / 538 | 20,63 | 98  | Sconfitta |
| 1992     | Bill Clinton              | 44 909 806 | 43,01 | 370 / 538 | 68,77 | 259 | Vittoria  |
| 1996     | Bill Clinton              | 47 401 185 | 49,24 | 379 / 538 | 70,45 | 9   | Vittoria  |
| 2000     | Al Gore                   | 50 999 897 | 48,38 | 266 / 538 | 49,44 | 113 | Sconfitta |
| 2004     | John Kerry                | 59 028 444 | 48,27 | 251 / 538 | 46,65 | 15  | Sconfitta |
| 2008     | Barack Obama              | 69 498 516 | 52,93 | 365 / 538 | 67,84 | 114 | Vittoria  |
| 2012     | Barack Obama              | 65 915 795 | 51,06 | 332 / 538 | 61,71 | 33  | Vittoria  |
| 2016     | Hillary Clinton           | 65 853 514 | 48,18 | 227 / 538 | 42,19 | 105 | Sconfitta |
| 2020     | Joe Biden                 | 81 283 501 | 51,31 | 306 / 538 | 56,88 | 79  | Vittoria  |
| 2024     | Kamala Harris             | 75 019 257 | 48,33 | 226 / 538 | 42,01 | 80  | Sconfitta |

## Presidenti degli Stati Uniti
1. Andrew Jackson (1829–1837)
2. Martin Van Buren (1837–1841)
3. James Knox Polk (1845–1849)
4. Franklin Pierce (1853–1857)
5. James Buchanan (1857–1861)
6. Andrew Johnson (1865-1869)
7. Grover Cleveland (1885–1889; 1893–1897)
8. Woodrow Wilson (1913–1921)
9. Franklin Delano Roosevelt (1933–1945)
10. Harry S. Truman (1945–1953)
11. John Fitzgerald Kennedy (1961–1963)
12. Lyndon B. Johnson (1963–1969)
13. Jimmy Carter (1977–1981)
14. Bill Clinton (1993–2001)
15. Barack Obama (2009–2017)
16. Joe Biden (2021–2025)

### Galleria d'immagini

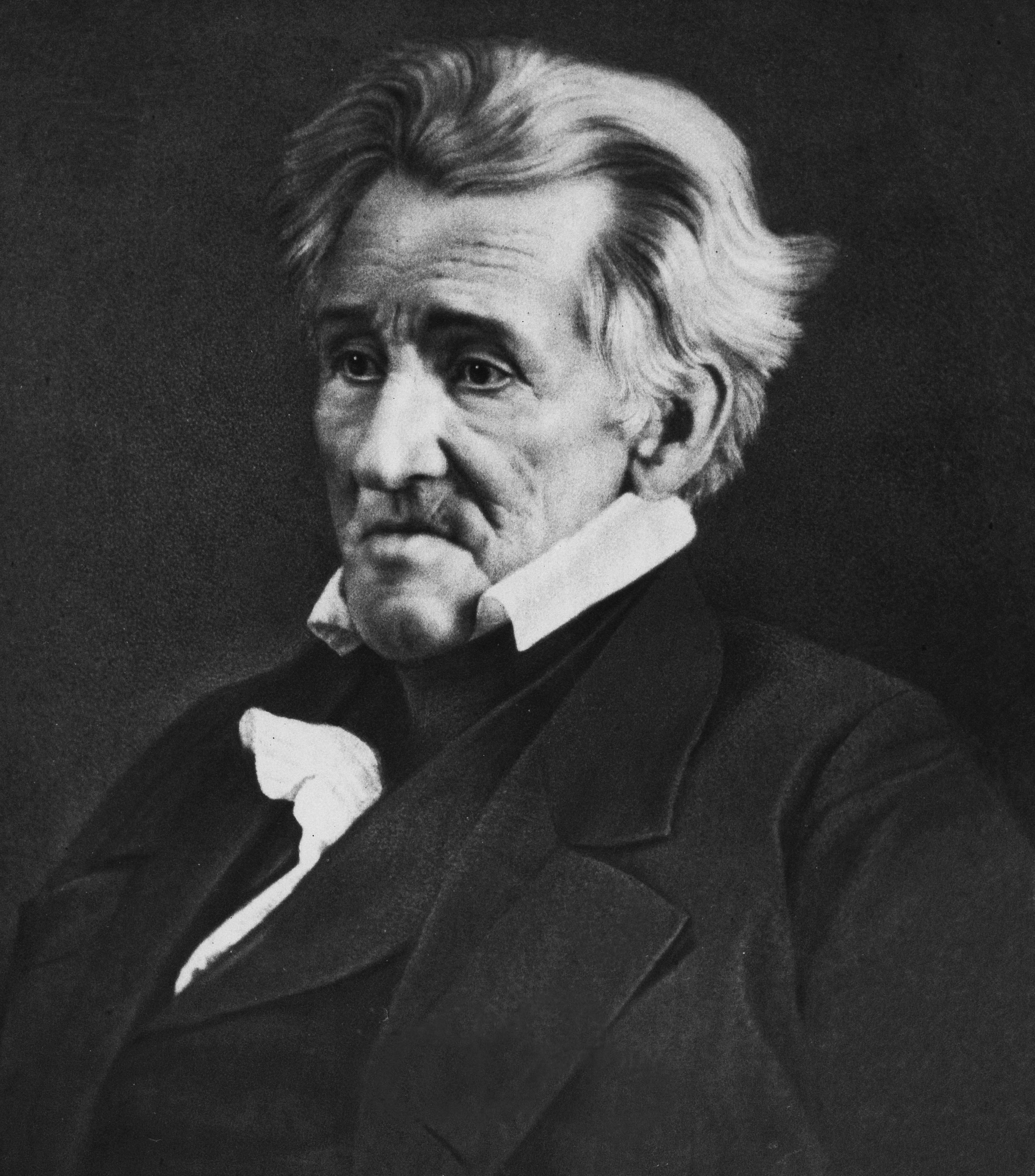
Andrew Jackson
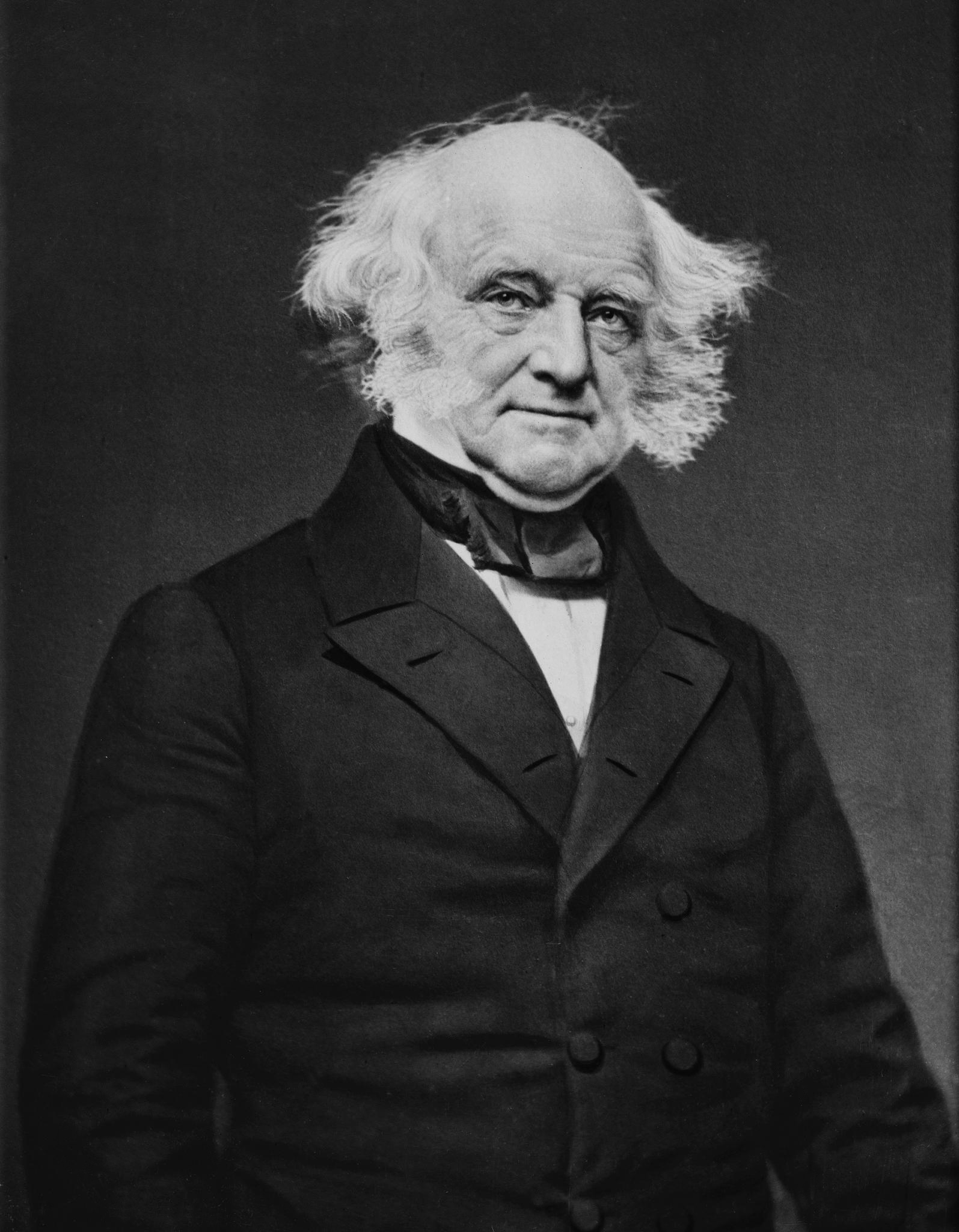
Martin Van Buren
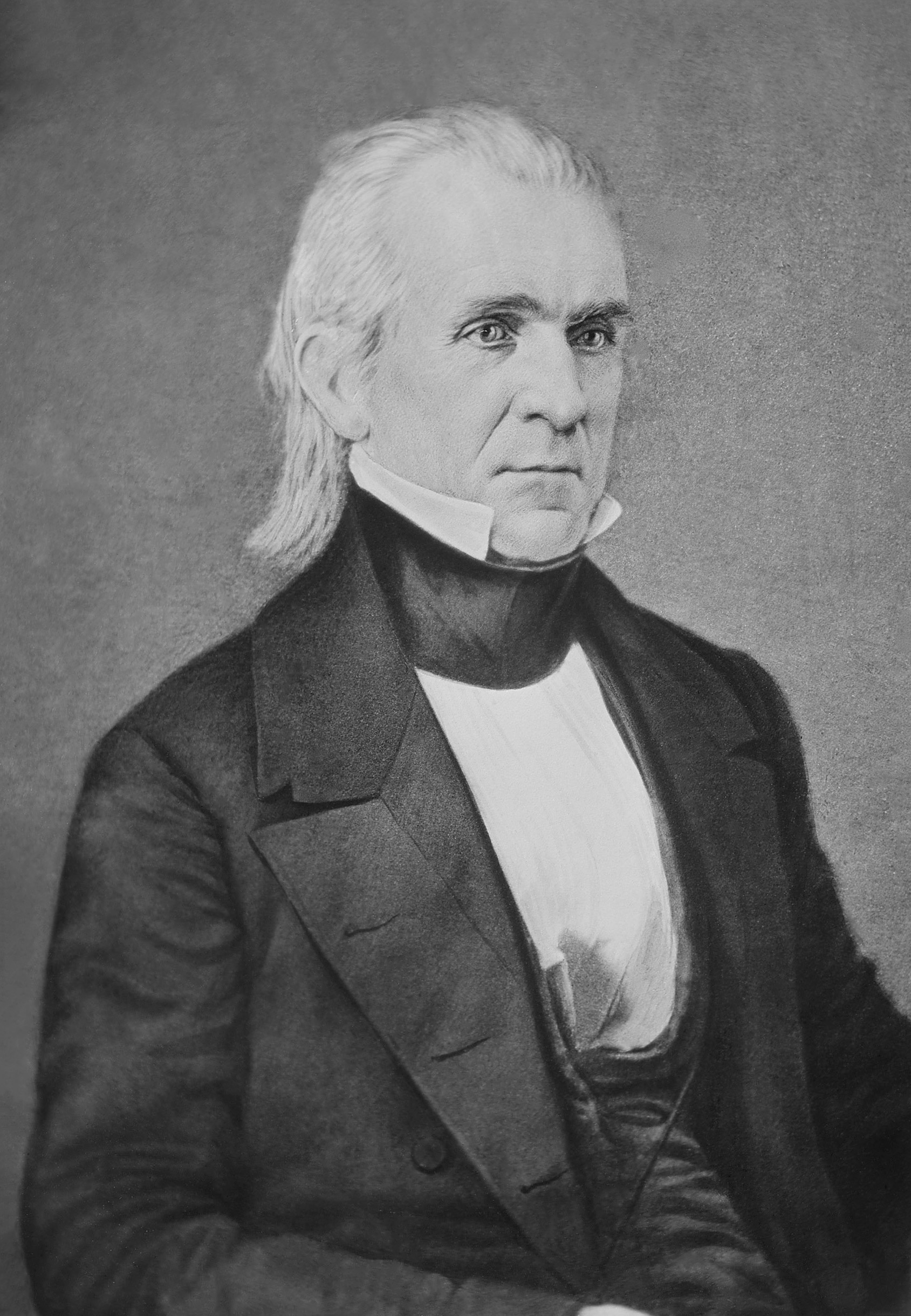
James Knox Polk
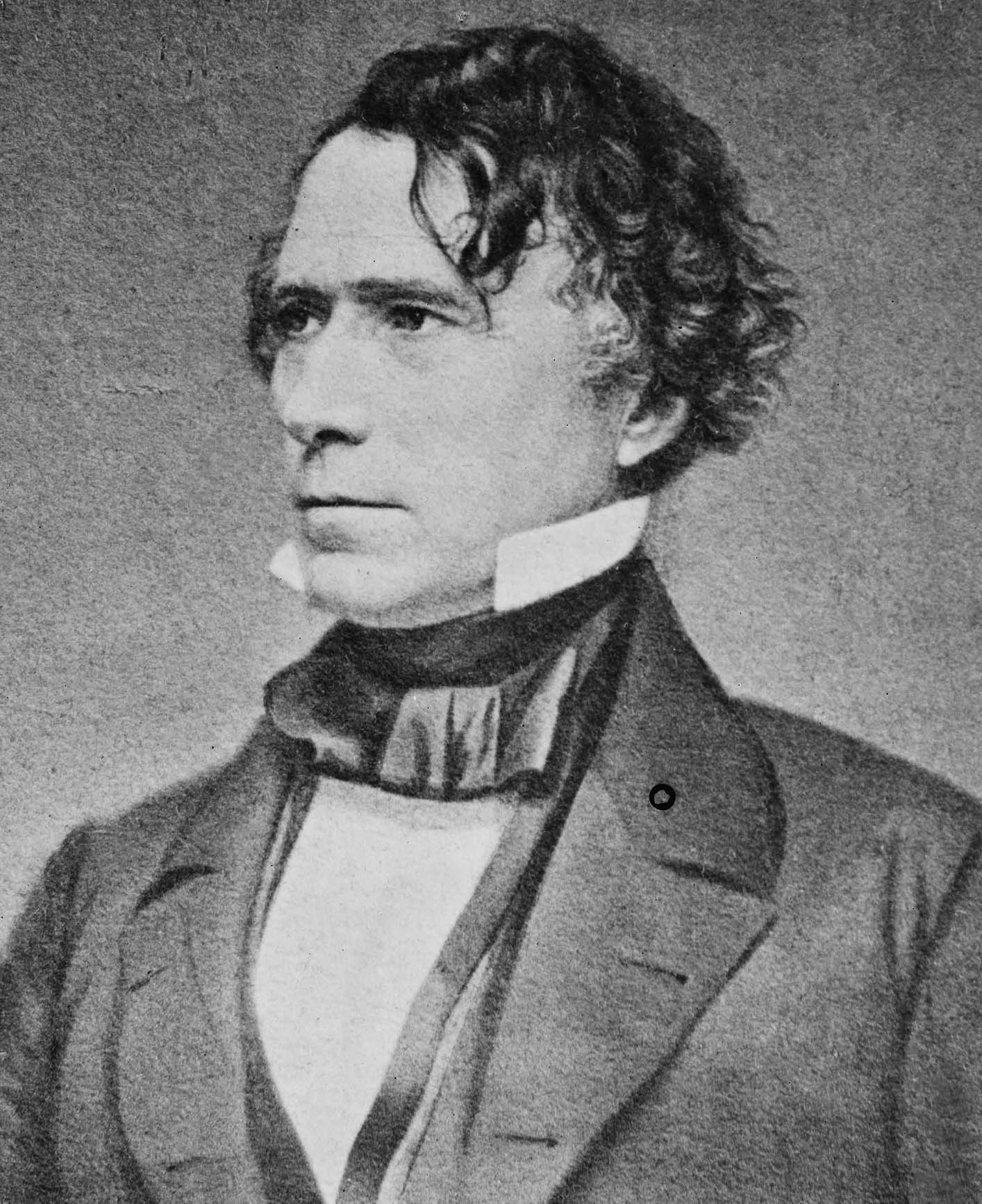
Franklin Pierce
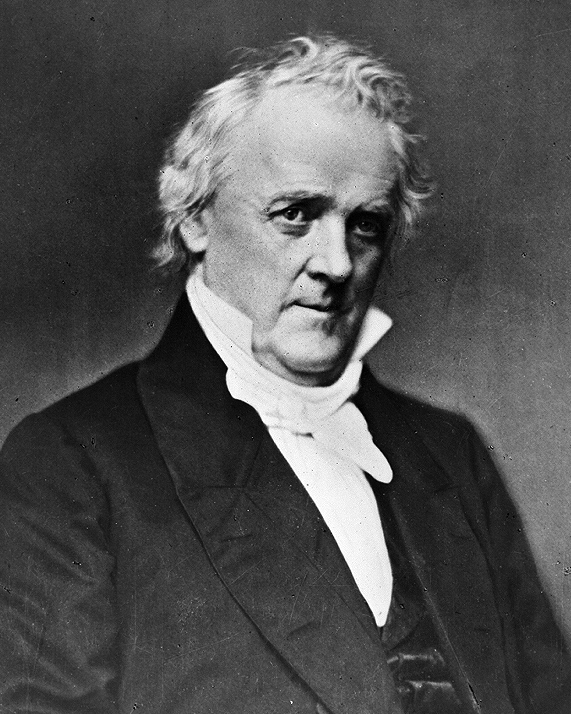
James Buchanan
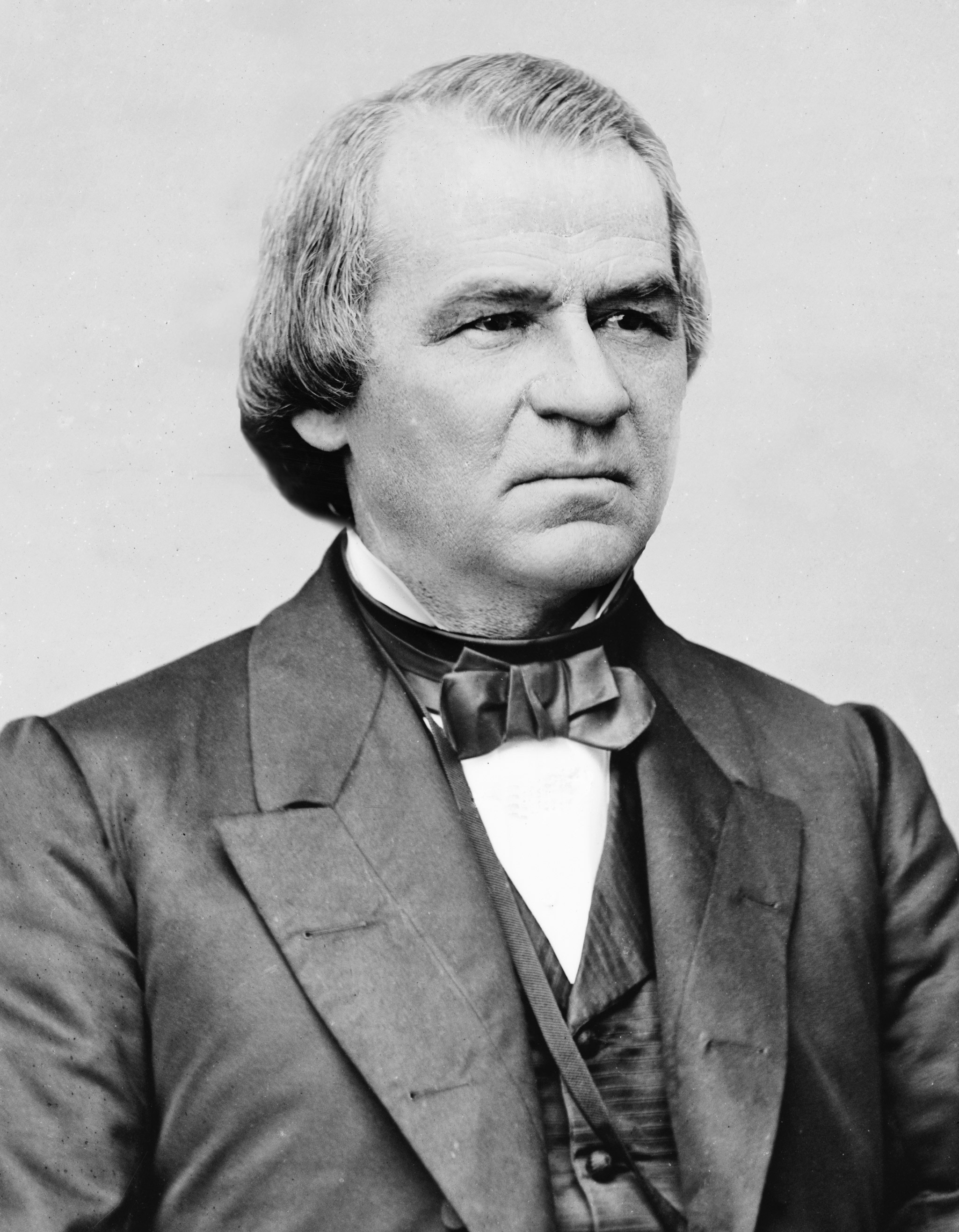
Andrew Johnson
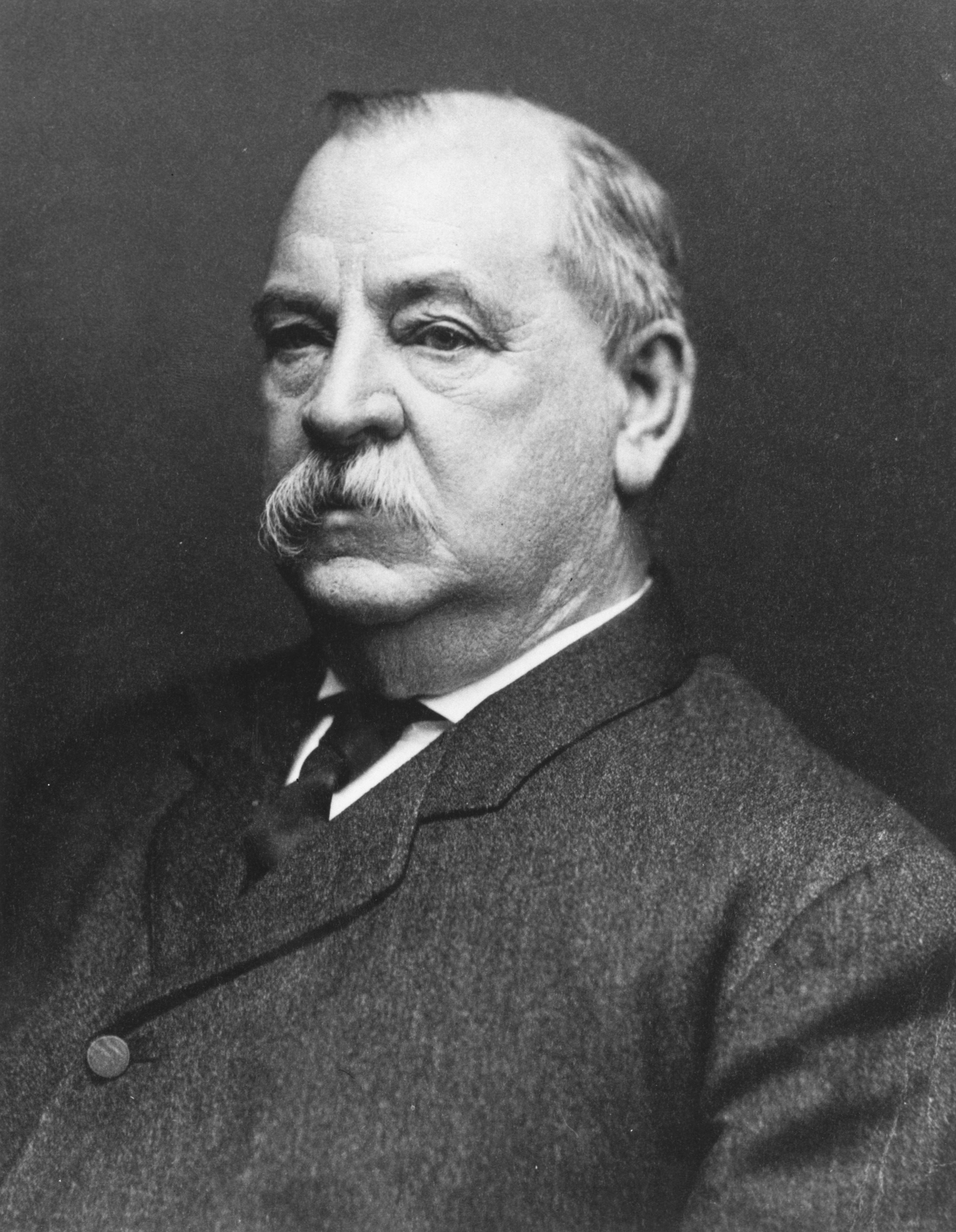
Grover Cleveland
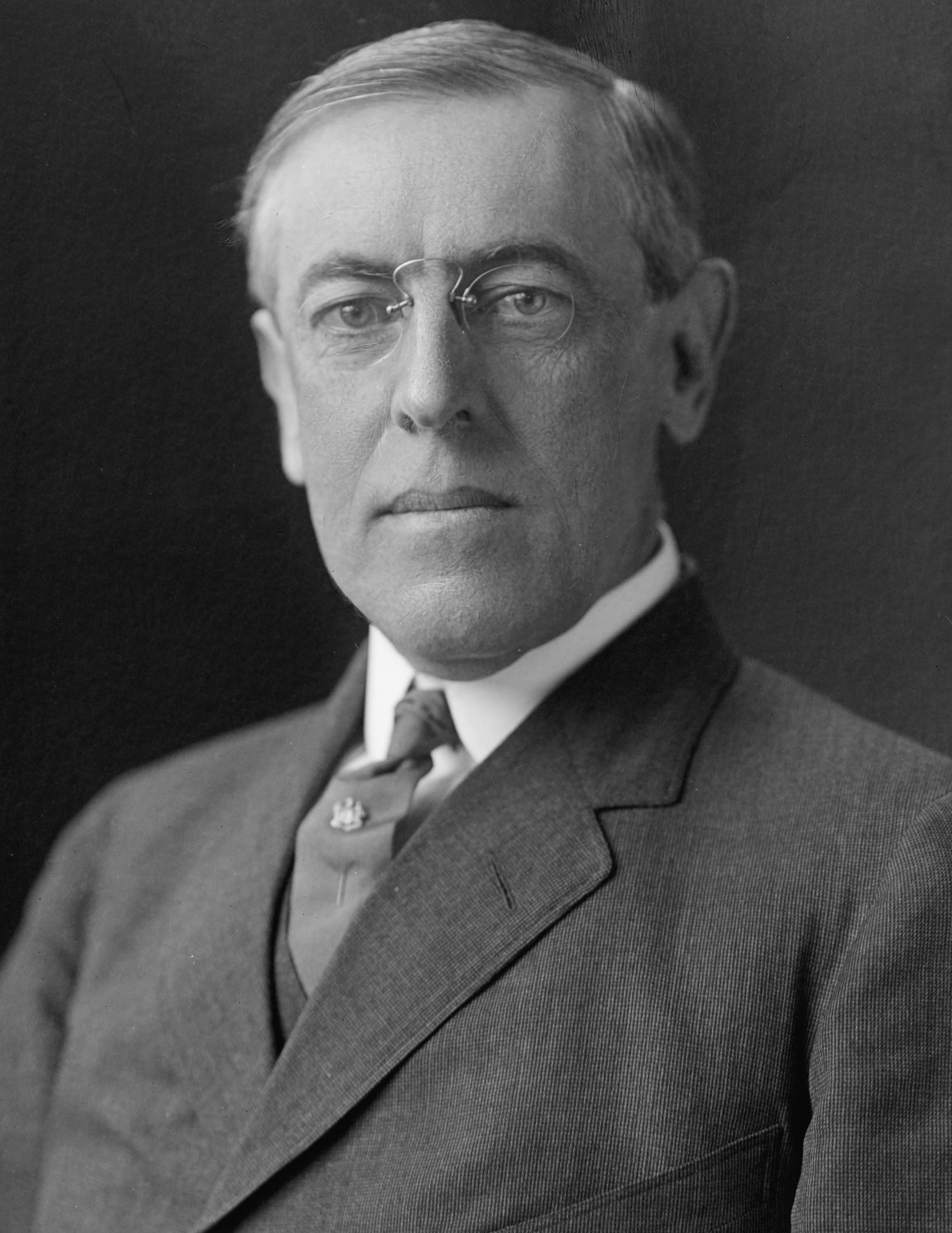
Woodrow Wilson
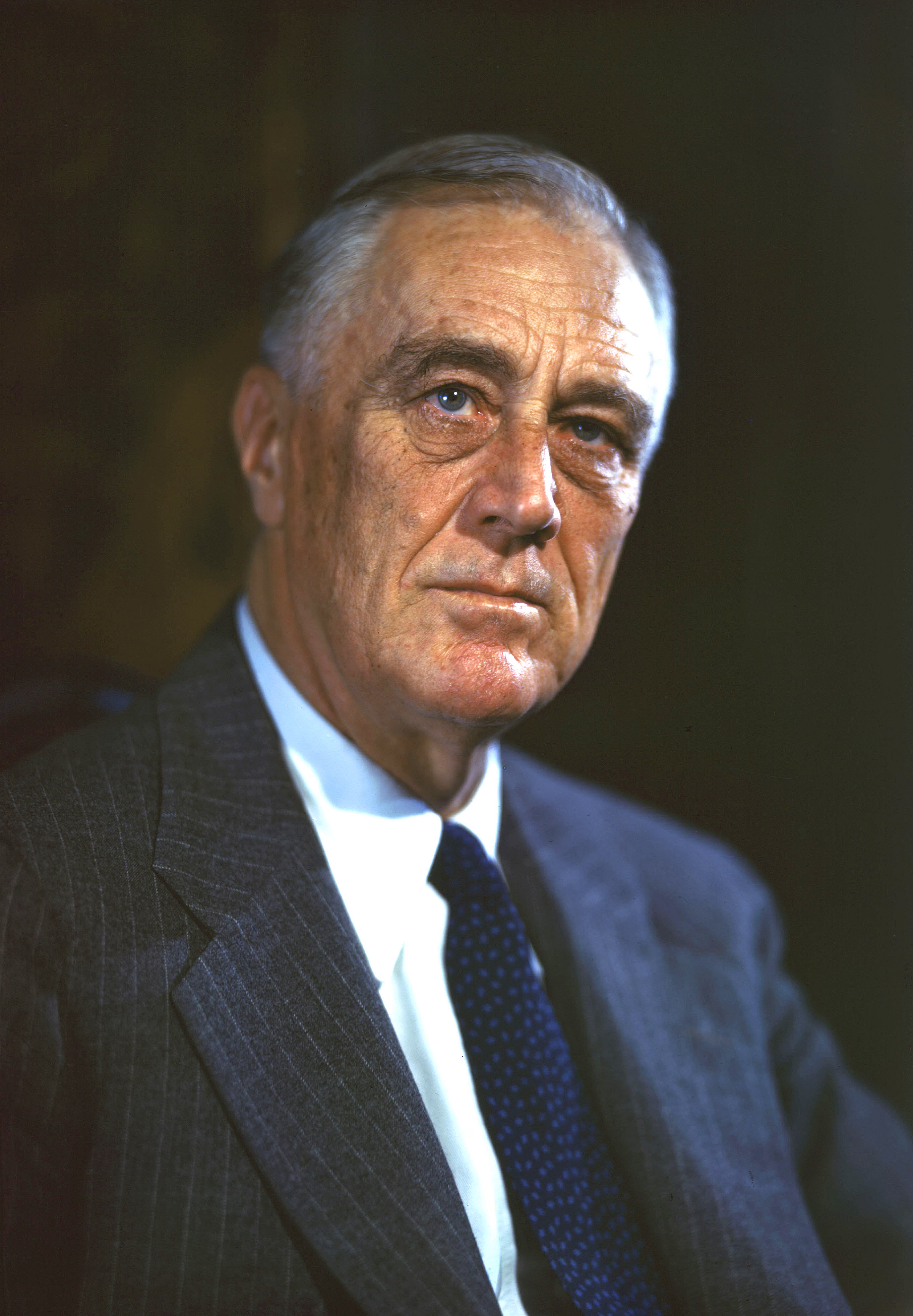
Franklin Delano Roosevelt
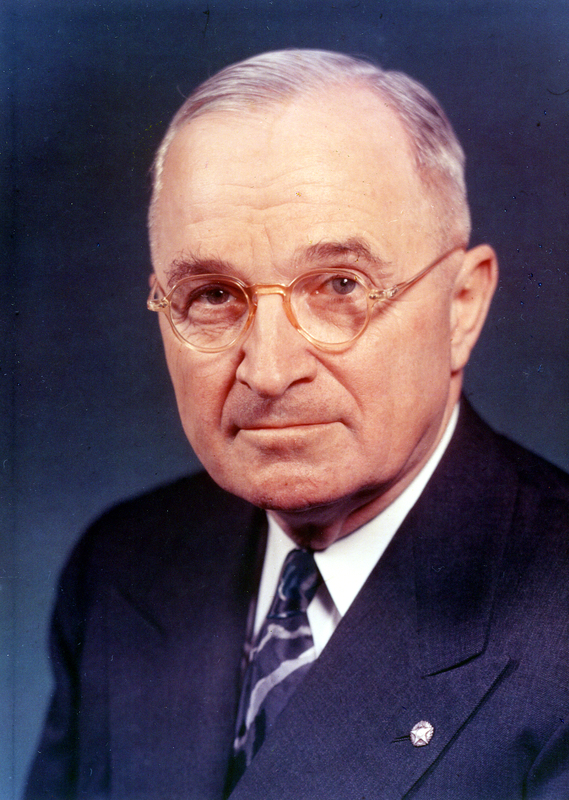
Harry S. Truman
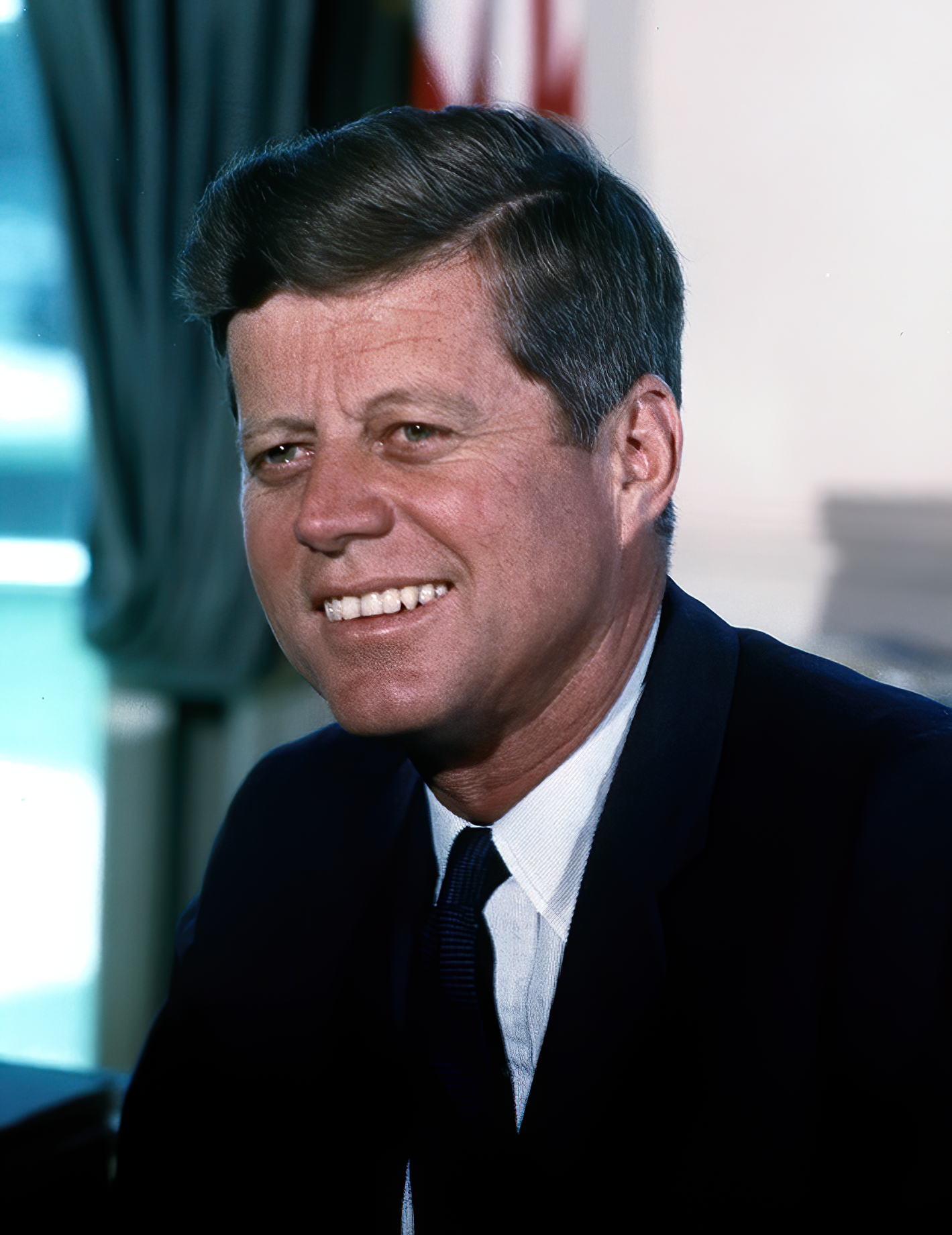
John Fitzgerald Kennedy
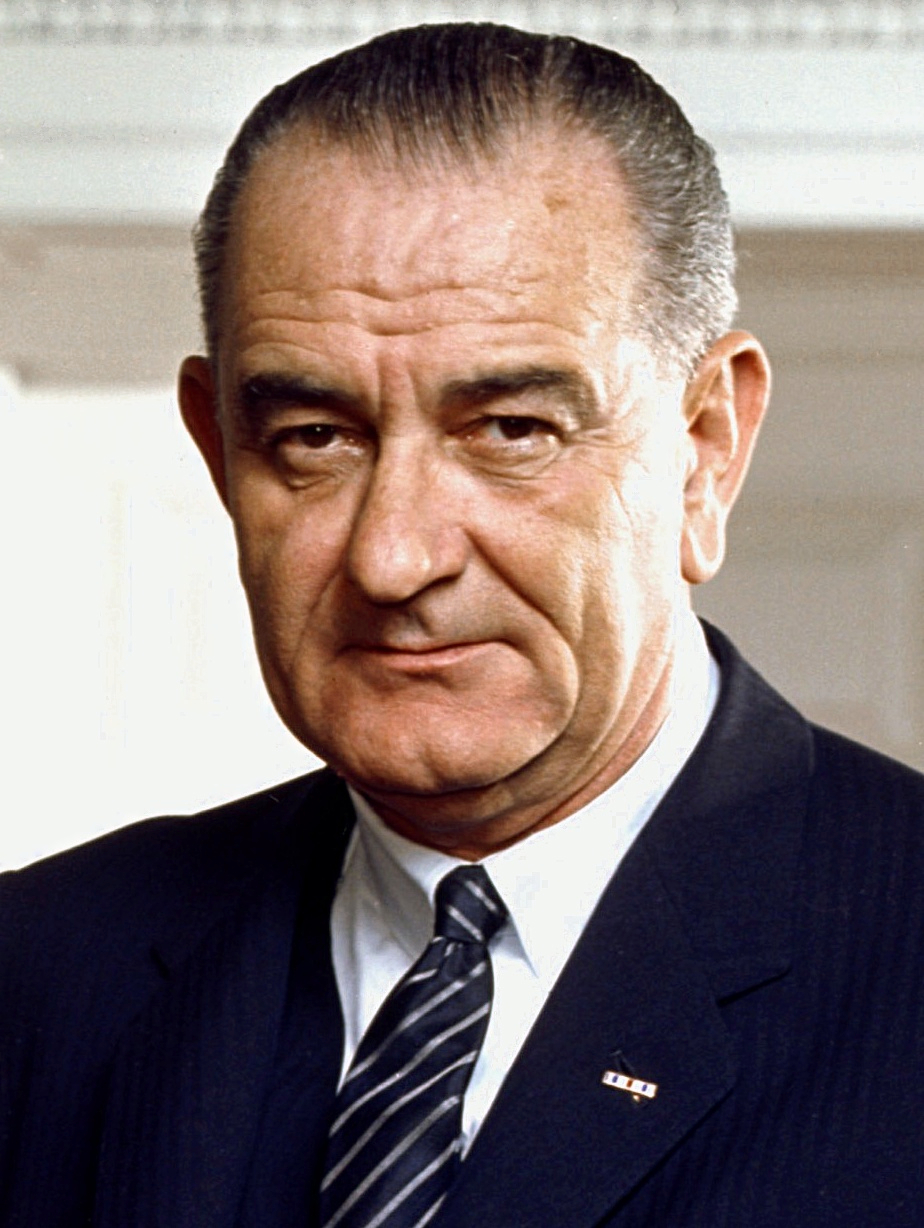
Lyndon B. Johnson
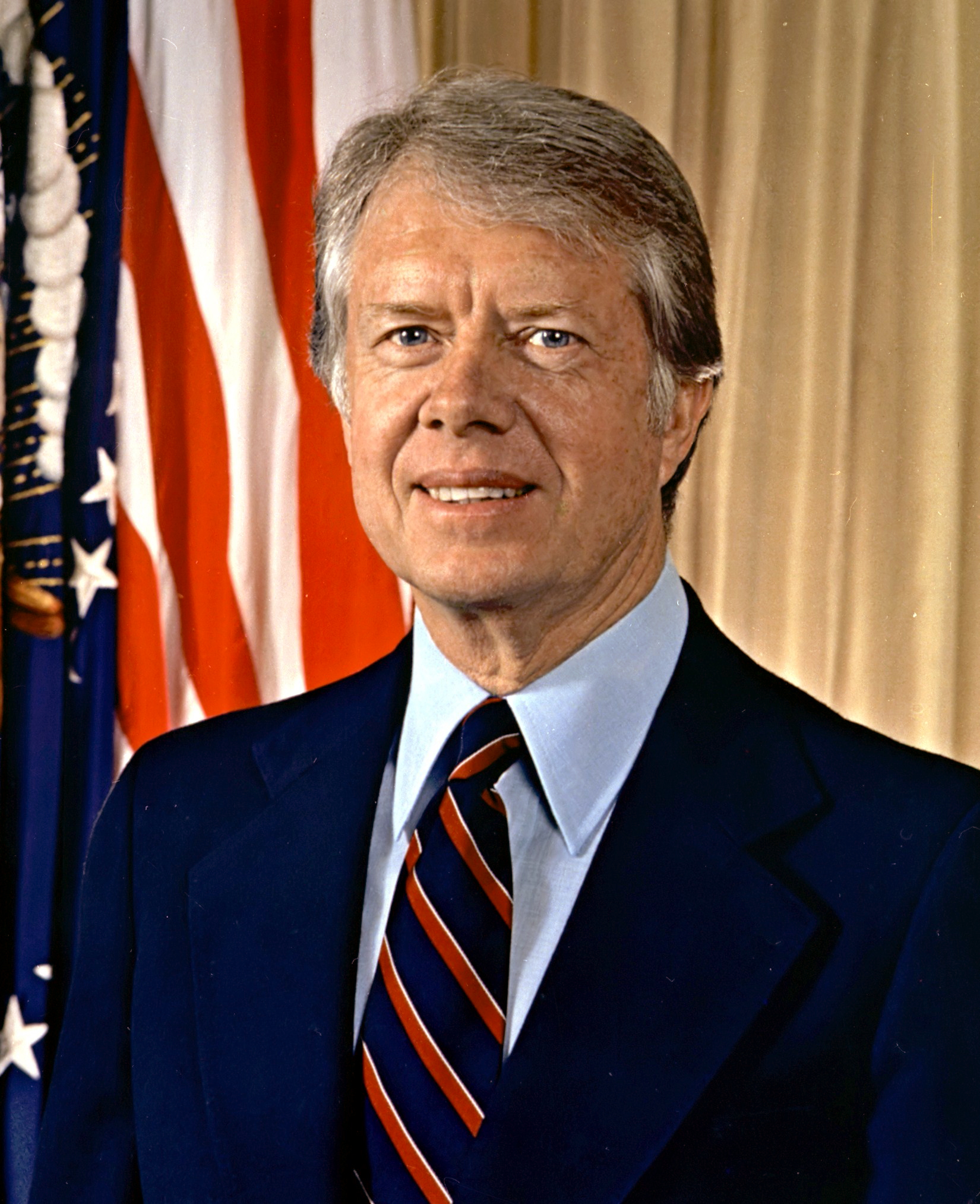
Jimmy Carter
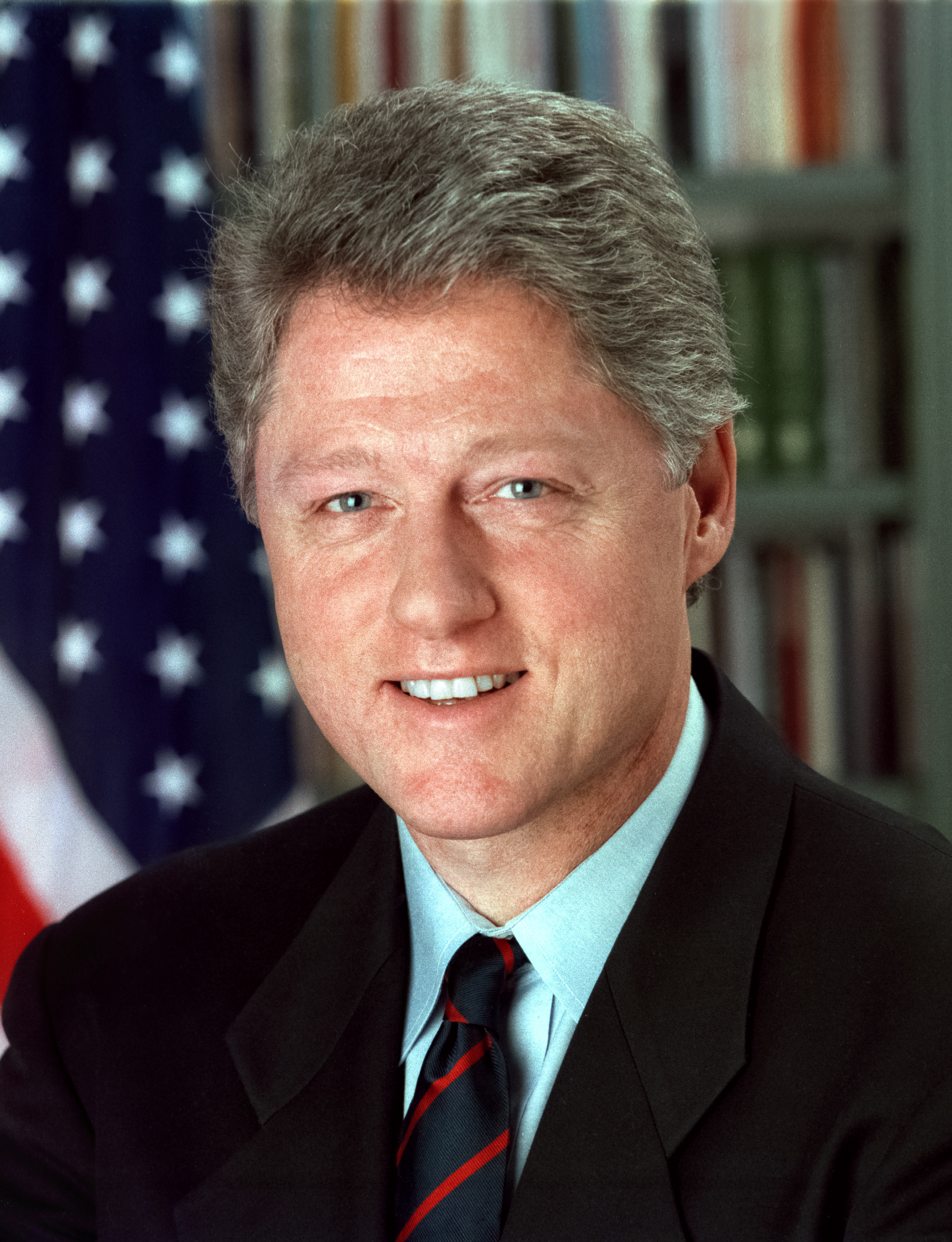
Bill Clinton
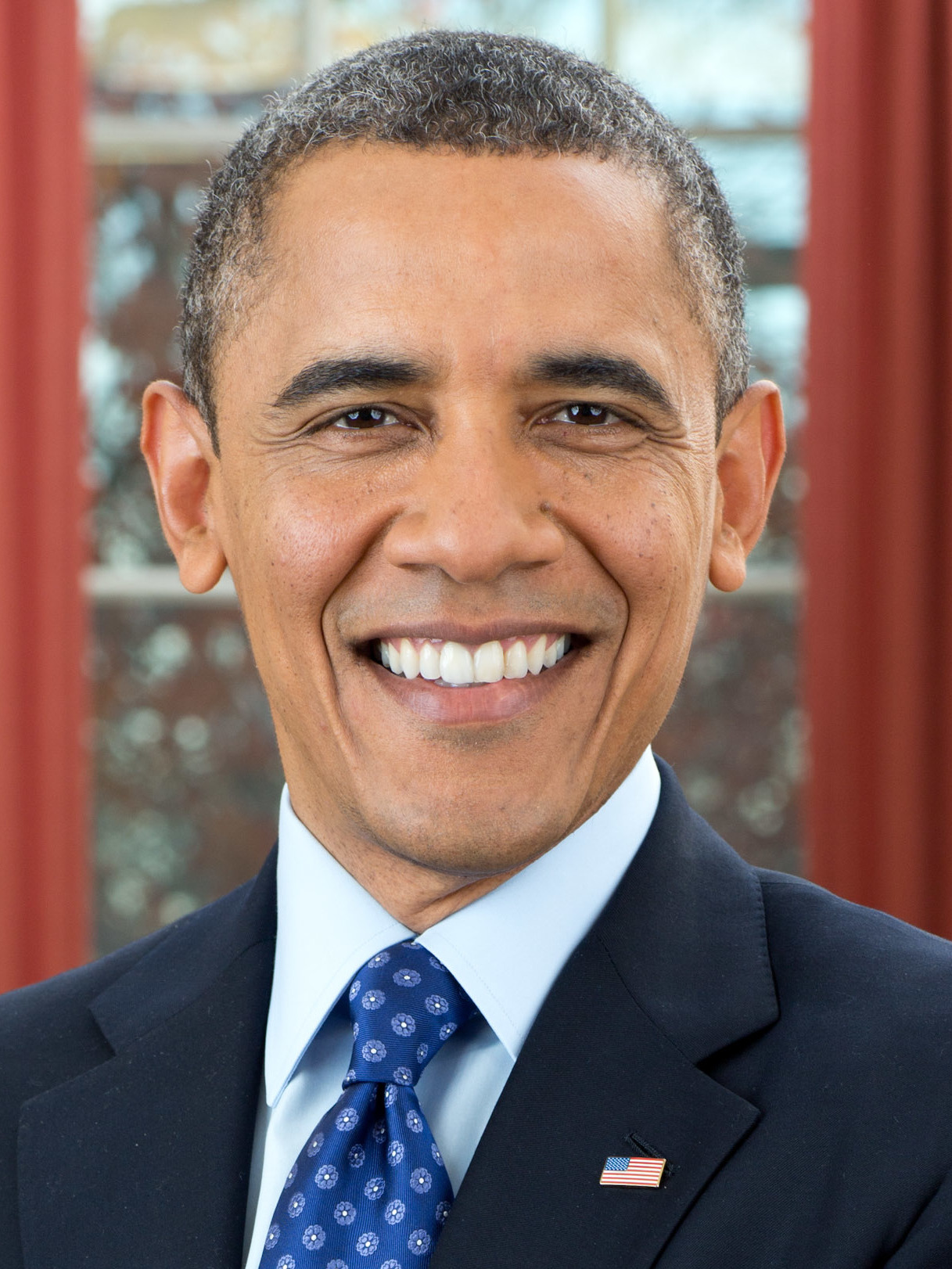
Barack Obama
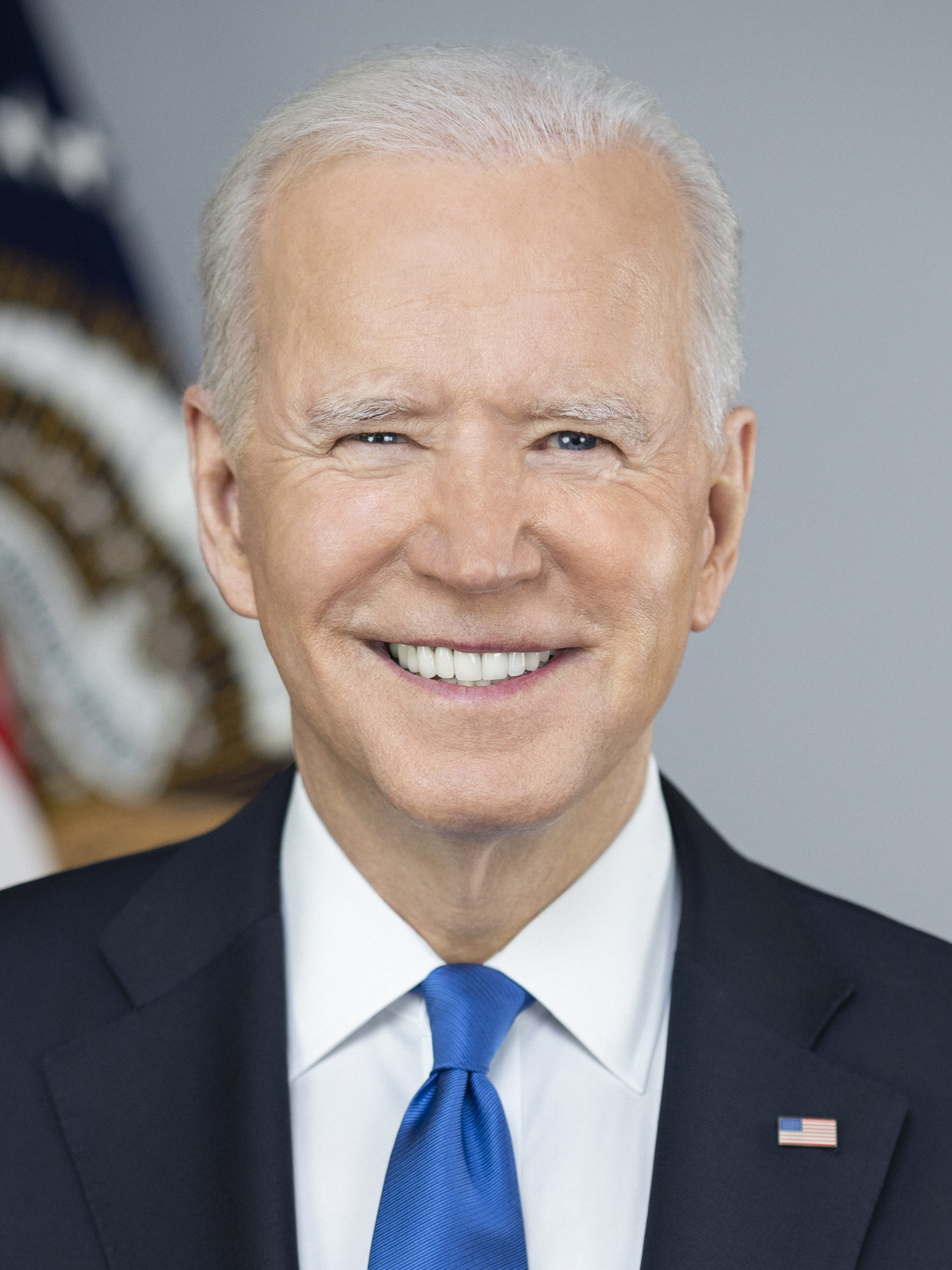
Joe Biden

## Simboli

Simbolo elettorale usato in passato
Simbolo ufficiale
Simbolo elettorale attualmente in uso